# San Francisco
Cet article concerne la ville californienne. Pour les autres significations, voir San Francisco (homonymie).
San Francisco (signifiant Saint François en espagnol, prononcé en anglais américain : /sæn frɨnˈsɪskoʊ/ et en français [s̻ɑ̃.fʁɑ̃.s̻is̻.ko]), officiellement « ville et comté de San Francisco » (en anglais : « City and County of San Francisco »), est une ville des États-Unis et l'un des comtés de l'État de Californie. Vallonnée, la cité est située à l'extrémité nord de la péninsule de San Francisco, entre l'océan Pacifique à l'ouest et la baie de San Francisco à l'est. Le Golden Gate Bridge relie le Nord de la péninsule à la municipalité de Sausalito. Son nom est couramment abrégé en « SF » et la ville est surnommée « The City by the Bay » (« La ville sur la baie »).
Fondée en 1776 par des Espagnols au sein de la vice-royauté de la Nouvelle-Espagne, la ville est nommée en l'honneur de saint François d'Assise (en espagnol « San Francisco de Asís »). Elle fait partie du territoire mexicain jusqu'en 1848 et sa prise par les Américains et prend son essor lors de la ruée vers l'or et son prolongement, l'embellissement de San Francisco par les millionnaires du Nevada. Puis elle devient le berceau du jeans avec la fondation de Levi Strauss & Co. Les années 1950 voient la naissance de la Beat Generation et la ville est dans la décennie 1960 l'épicentre du mouvement hippie. À partir de la deuxième partie du XXe siècle, l'industrie des hautes technologies se développe dans la région de la baie. Aujourd'hui San Francisco est la ville la plus densément peuplée des États-Unis après New York. La municipalité-comté de San Francisco compte 884 363 habitants dans ses limites administratives et 4 749 008 habitants dans son aire métropolitaine (2020), la douzième du pays. La région de la baie de San Francisco, qui comprend aussi la grande ville de San José et toute la Silicon Valley, se chiffre à 9,7 millions de personnes en 2020. Cette région est le premier pôle de hautes technologies du monde qui accueille un nombre important d'entreprises de technologie de pointe de renommée mondiale telles que Cisco, Apple, Hewlett-Packard, Google, OpenAI, Intel ou encore Facebook. Dans le domaine universitaire, elle accueille les prestigieuses universités de Stanford et de Berkeley. San Francisco est également le siège de la Wikimedia Foundation, dont fait partie le projet Wikipédia, et d'Internet Archive. Au nord s'étendent la Napa Valley et la Sonoma Valley, renommées pour leur viticulture. San Francisco fait partie des villes progressistes dans le domaine de l'écologie, et du développement durable,.
Troisième destination touristique préférée des Français aux États-Unis, la ville est célèbre pour le pont du Golden Gate, l'île et ancienne prison d'Alcatraz, Fisherman's Wharf, la Transamerica Pyramid, la Coit Tower, ses maisons victoriennes, ses « cable cars » et ses nombreuses collines découpées de rues en pente. Haut lieu de la contre-culture, ville de tolérance et d'émancipation des minorités, San Francisco est également connue pour son Chinatown, ses quartiers homosexuels, comme Le Castro. Elle représente un foyer culturel et économique majeur aux États-Unis et accueille chaque année plusieurs événements d'ampleur mondiale, mais vibre également au rythme des festivités animées par les différentes communautés locales. Elle se revendique comme une ville sanctuaire pour les sans papiers depuis 1989. Sur le plan sportif, les 49ers au football américain, les Giants au baseball et les Warriors au basket-ball sont les équipes phares de la ville.

## Histoire

### Période précolombienne
Les plus anciennes traces d'occupation humaine sur le territoire de la ville actuelle remontent à environ 3 000 ans av. J.-C.. Les premiers habitants connus de la région de la baie de San Francisco sont les Amérindiens Ohlones (ou Costanoan), terme indien signifiant « le peuple de l'Ouest ». La région était également peuplée des tribus Pomo, Wintun, Yokut et Miwoks.

### Après l'arrivée des Européens
Le navigateur britannique Francis Drake longe la côte californienne en 1579, mais il n'entre pas dans l'actuelle baie de San Francisco. Les Espagnols sont les premiers Européens à explorer et à coloniser la région, en créant un établissement renforçant leur domination sur l'océan Pacifique, le « lac espagnol », avec leurs possessions philippines et américaines notamment.
Ce qui deviendra San Francisco représente alors l’extrémité septentrionale d'un chapelet plus ou moins continu d'implantations militaires et religieuses destinées à assurer physiquement la souveraineté espagnole sur ce vaste territoire. L'expédition de don Gaspar de Portolà arrive le 2 novembre 1769, dans la baie de San Francisco.
Le 17 septembre 1776, les Espagnols fondent un « presidio » et le 9 octobre la mission nouvellement construite (mission Dolores) est dédiée au patron des missionnaires, San Francisco de Asís (saint François d'Assise). Comme le reste de la Californie, San Francisco passe sous la souveraineté mexicaine en 1821. Ce n'est cependant qu'en 1836 que sont installées les premières habitations d'un village sur le bord de la baie en un endroit appelé Yerba Buena (« la bonne herbe ») par référence à la plante, qui pousse abondamment sur les collines environnantes. En 1846, lors de la guerre américano-mexicaine, la ville est prise par les Américains, et Yerba Buena est rebaptisée San Francisco, en référence à la mission éponyme située à proximité. En 1848, par le traité de Guadalupe Hidalgo, le Mexique perd toute la Californie, ainsi que les États actuels de l'Arizona, du Colorado, du Nevada, du Nouveau-Mexique et de l'Utah.

### Ruée vers l'or
La ville ne prend son essor véritable qu'avec la ruée vers l'or de 1848-1849, accueillant les émigrants à la recherche du précieux minerai. Elle est le terminus du premier chemin de fer transcontinental. Les aventuriers du monde entier sont attirés par ce pays de l'or où l'on arrive par la Porte dorée (Golden Gate). Quelques années plus tard, la découverte de gisements d'argent dans la Sierra Nevada accélère le développement de l'agglomération. De 1847 à 1850, la ville passe de quelques centaines d'habitants à plus de 25 000 ; elle devient alors la plus grande agglomération de la côte ouest.
En 1847, Levi Strauss s'installe à San Francisco et crée les premiers jeans, lesquels remportent un grand succès auprès des prospecteurs et des chercheurs d'or. Pendant la guerre, les usines Levi Strauss & Co. fournissent l'armée américaine en jeans.
San Francisco compte 70 000 habitants dès 1862. La ville se couvre de bâtiments modernes, des sociétés en pleine expansion viennent s'y implanter. Les actions de centaines de compagnies minières du Comstock Lode s'échangent à la Bourse de San Francisco, produisant plusieurs millionnaires qui animent la vie politique et culturelle : James Graham Fair, John William MacKay, James C. Flood et leur Banque du Nevada, Adolph Sutro, William Sharon et sa Bank of California ou encore John P. Jones et Alvinza Hayward. Ils ont fait construire le Palace Hotel, le Théâtre de Californie, le Hayward Park, le Kohl Building et le palais du James C. Flood Mansion.
C'est également dans la deuxième moitié du XIXe siècle que la diaspora chinoise commence à s'installer à San Francisco ; ils surnommaient alors la Californie la « montagne dorée ». Les émigrés fuyaient les conséquences des guerres de l'opium et ont prospéré dans la restauration, le commerce, la pêche et la blanchisserie : San Francisco était alors une ville d'hommes (mineurs, aventuriers) qui avait besoin de laveries. Les Chinois constituèrent des sociétés secrètes pour régler leurs différends. Le quartier chinois n'avait pas bonne réputation. Dans certains bars, on avait aménagé une porte étroite pour retarder l'avance des policiers. Au début du XXe siècle, des Juifs issus de la bourgeoisie allemande s'installent à San Francisco.
À partir de 1896, San Francisco devient le principal port de départ pour la ruée vers l'or du Klondike, immortalisée par Jack London dans L'Appel de la forêt. San Francisco fut également la ville de Joshua Norton, empereur autoproclamé des États-Unis.

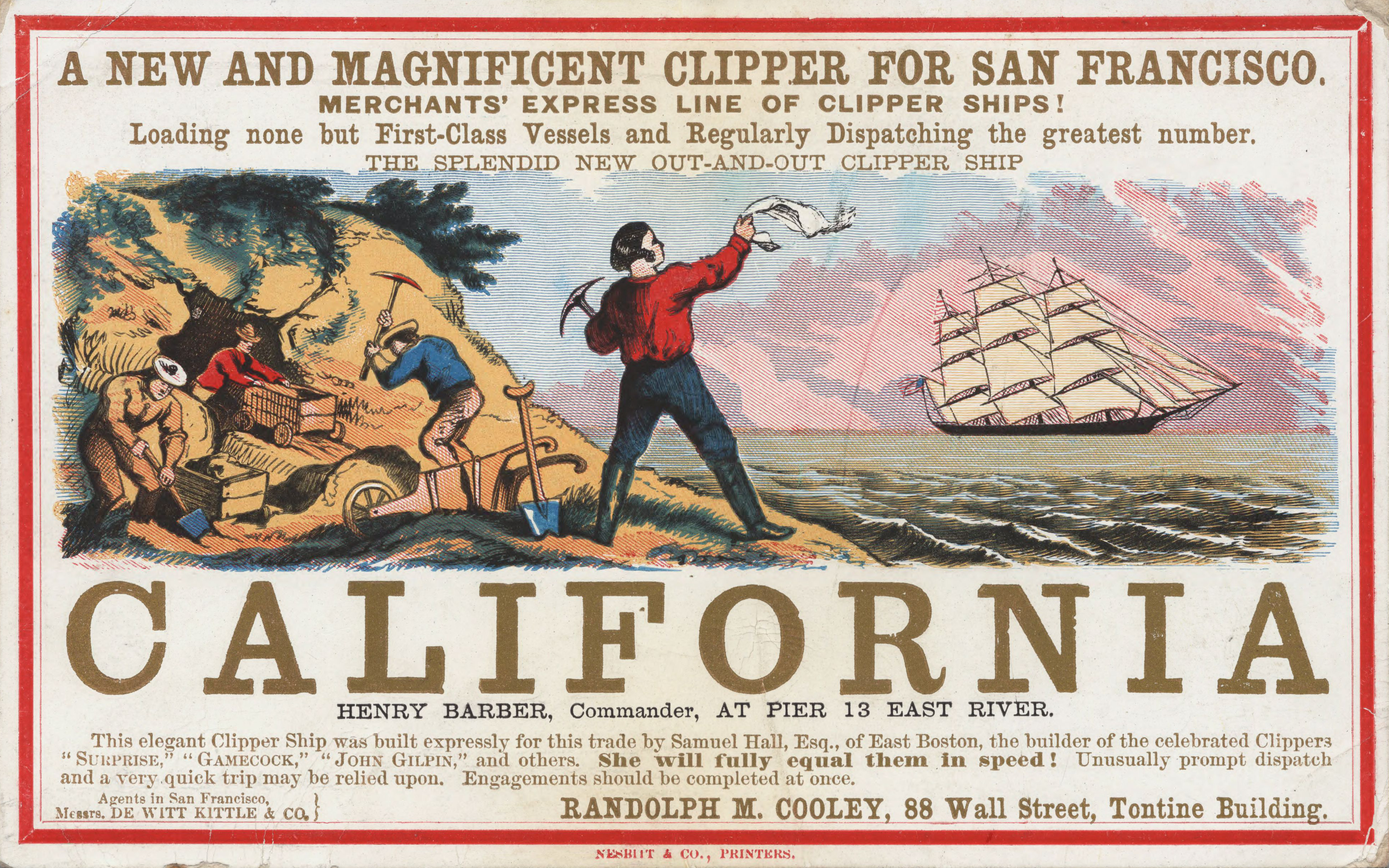
Publicité pour le voyage vers San Francisco publiée à New York dans les années 1850.
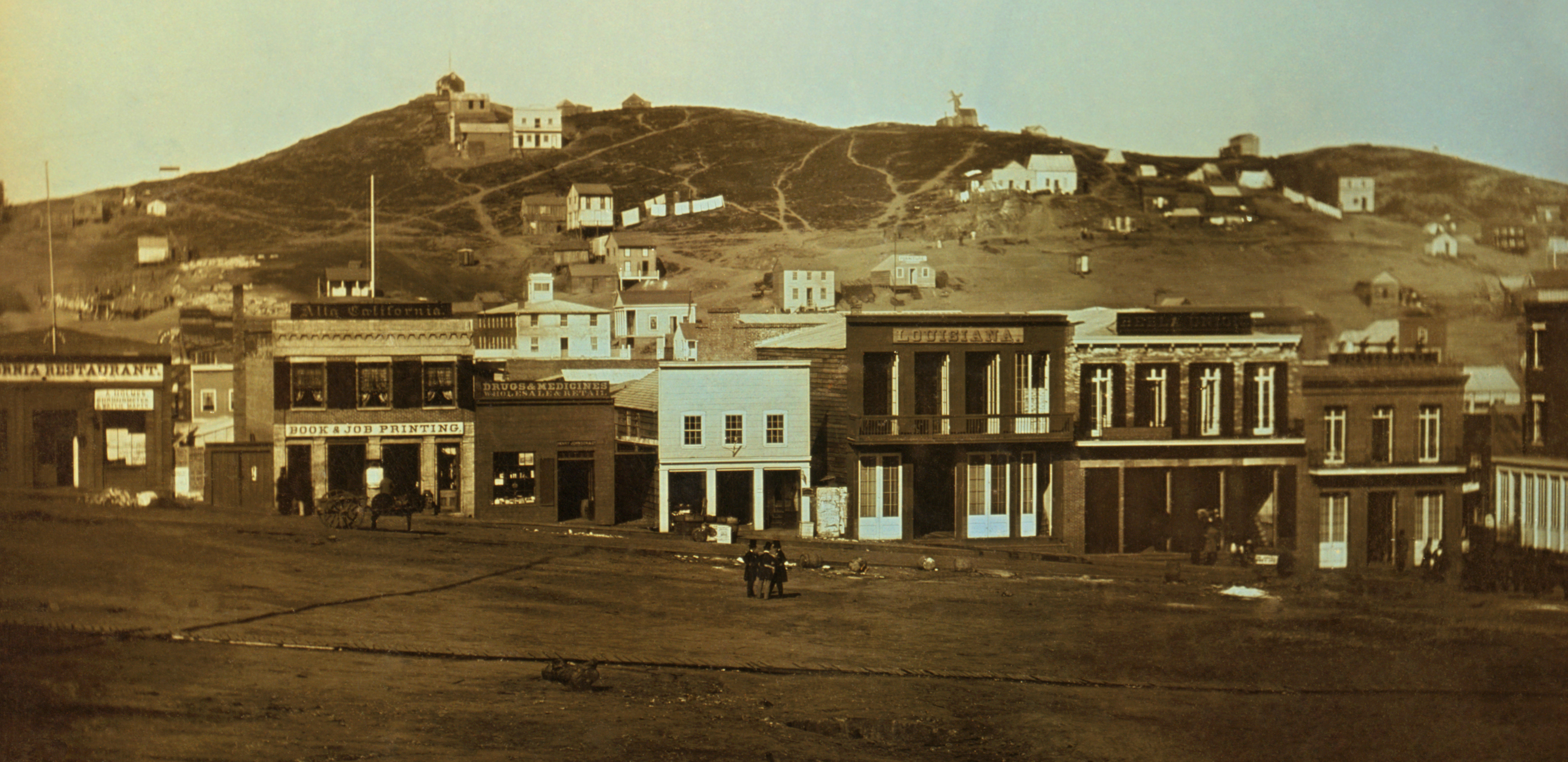
San Francisco en 1851.
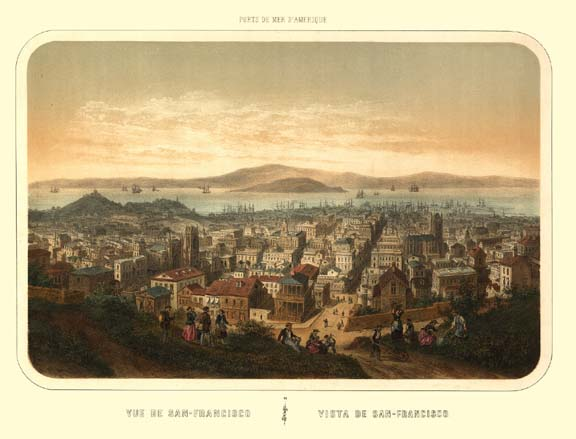
San Francisco en 1860.
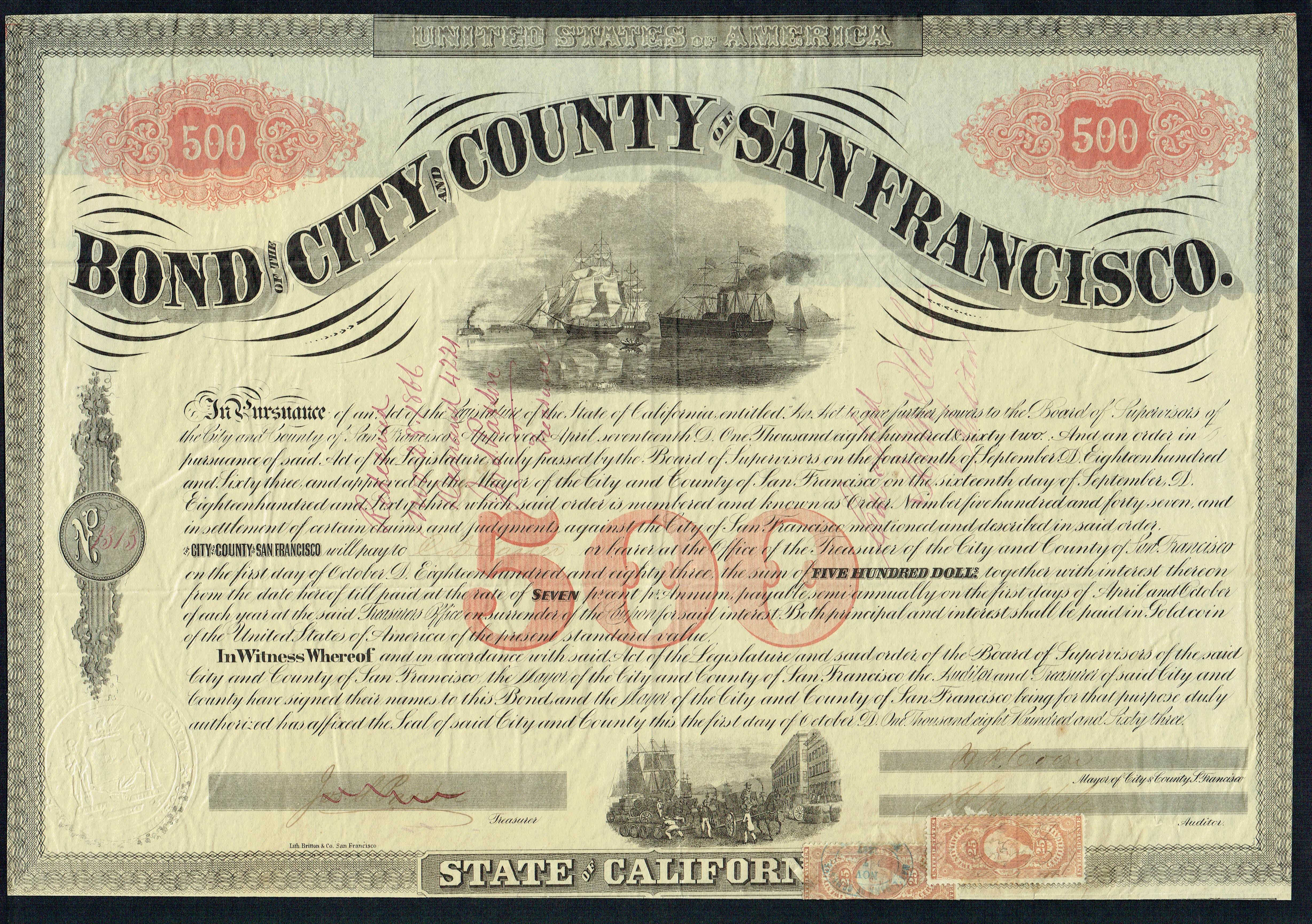
Obligation du City and County of San Francisco en date du 1er octobre 1863.
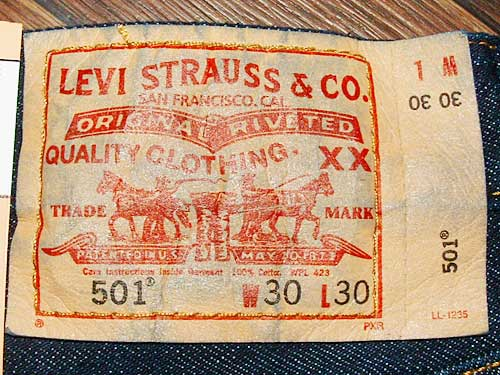
Logo original de Levi Strauss & Co.

### XXesiècle
En 1906, elle subit un tremblement de terre et une grande partie de la ville est détruite par le gigantesque incendie qui s'ensuit. Il fallut trois jours pour circonscrire le sinistre. La ville fut ensuite rapidement reconstruite, notamment grâce à l'afflux d'une main-d'œuvre étrangère venue d'Europe et d'Asie.

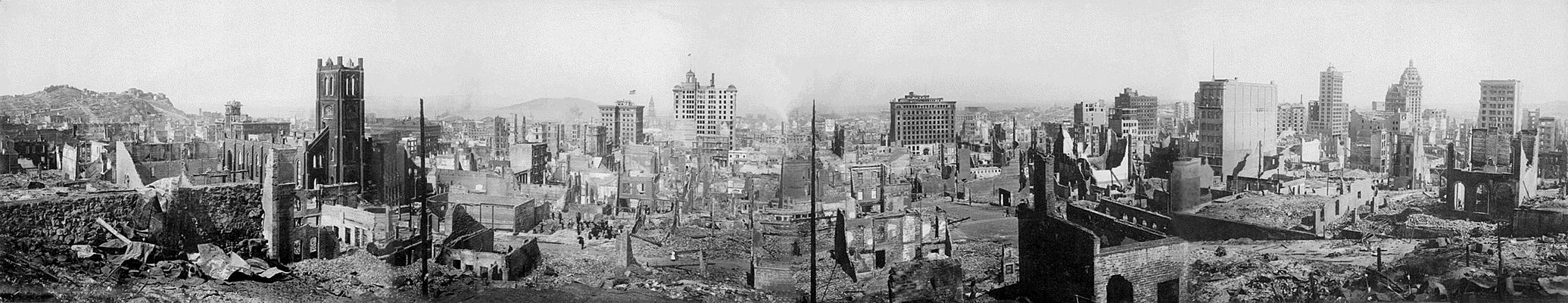
Panorama de San Francisco après le séisme de 1906.

En 1915, l'Exposition internationale de San Francisco attire 19 millions de visiteurs. Pendant la Grande Dépression, la ville est affectée par l'agitation sociale : la grève des dockers (en) devint générale le 16 juillet 1934 à la suite du « jeudi sanglant » (deux dockers tués par les policiers) le 5 juillet, mais finit par échouer. Les travaux du Golden Gate Bridge débutent le 5 janvier 1933, sous les auspices du Public Works Administration (PWA) puis, à partir de 1935, sous ceux du Work Projects Administration (WPA), programmes lancés à l’initiative du président Franklin Delano Roosevelt dans le cadre de sa politique de grands travaux. Il s’agissait de créer des emplois dans les travaux publics, payés par les fonds fédéraux afin de réduire le chômage. L'Exposition internationale du Golden Gate a lieu en 1939 et 1940 sur l'île artificielle de Treasure Island fraîchement construite. La Seconde Guerre mondiale voit le développement des industries militaires en Californie : le port de San Francisco sert de point de départ des troupes pour les batailles du Pacifique contre l'Empire japonais.
Après la Seconde Guerre mondiale, une première conférence de la paix se réunit à San Francisco. Elle aboutit le 26 juin 1945 à la signature de la charte de l'ONU par cinquante pays. En 1951, la deuxième « Conférence de la paix » s'y est tenue et a débouché sur le traité de San Francisco. Ce traité entre en application le 28 avril 1952 et met fin à la période d'occupation (1945-1952 au Japon). La révolution industrielle de la deuxième moitié du XXe siècle transforme l'économie de la région : le développement de la Silicon Valley, au sud de la ville, donne une image dynamique et moderne de cette région de la Californie. La ville constitue la « dernière frontière », la cité américaine la plus à l'ouest.

### Ville d'ouverture
San Francisco est, du fait de sa tradition de tolérance, souvent à l'avant-garde de l'émancipation des minorités et des droits civiques. Le programme « Free Breakfast for Children Program », du mouvement révolutionnaire afro-américain Black Panthers, est parti de San Francisco. La ville fut également dans les années 1960 un foyer important de la contre-culture hippie, du psychédélisme et du Flower Power. Elle fut le berceau du mouvement Beatnik. San Francisco est également devenue une ville emblématique de la cause homosexuelle, notamment dans les années 1970, avec l'activisme politique d'Harvey Milk, élu superviseur en 1978 et assassiné la même année avec le maire George Moscone. Depuis les années 1980, la ville est à la pointe dans le domaine de la mutation écologique et de la lutte contre le changement climatique. En 1989, la ville adopte la City of Refuge ordinance par laquelle elle refuse de collaborer avec les autorités fédérales sur le plan de la lutte contre les étrangers en situation irrégulière. Cette ordonnance fait d'elle une ville sanctuaire pour les sans papiers. Aujourd'hui, la concentration d'entreprises de dimension internationale contribue à attirer des « cerveaux » du monde entier.

## Géographie

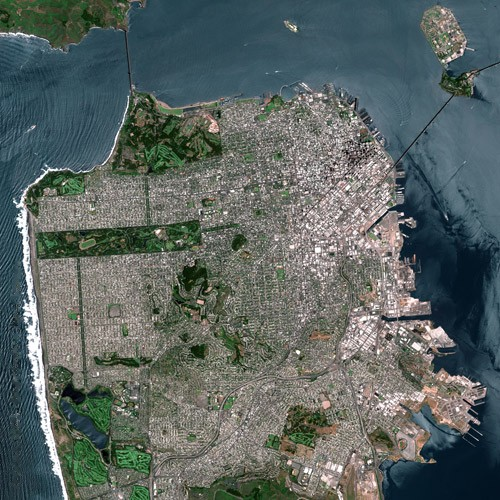
Image satellite de San Francisco.

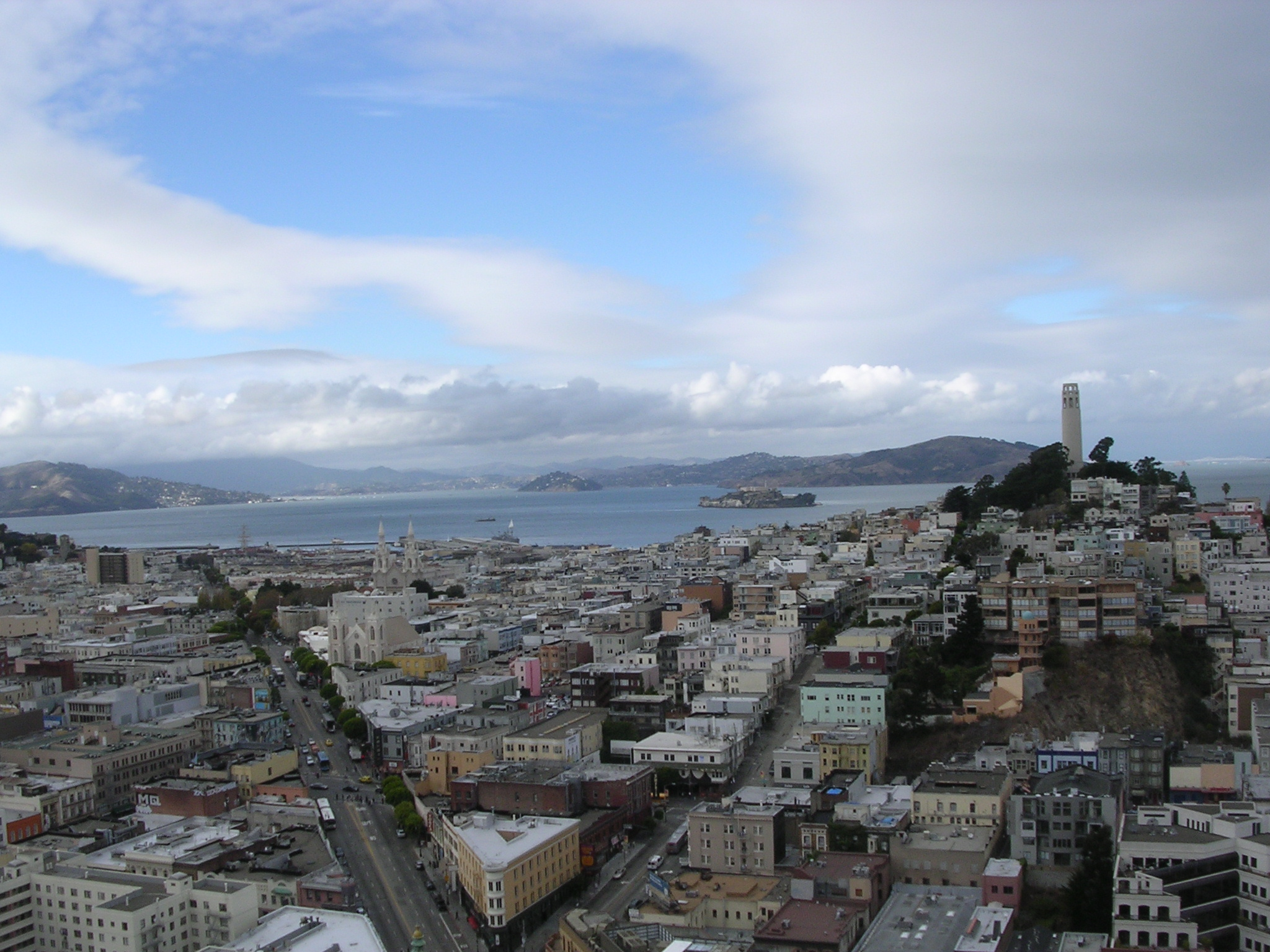
Telegraph Hill (San Francisco), une des nombreuses collines de San Francisco avec la Coit Tower.

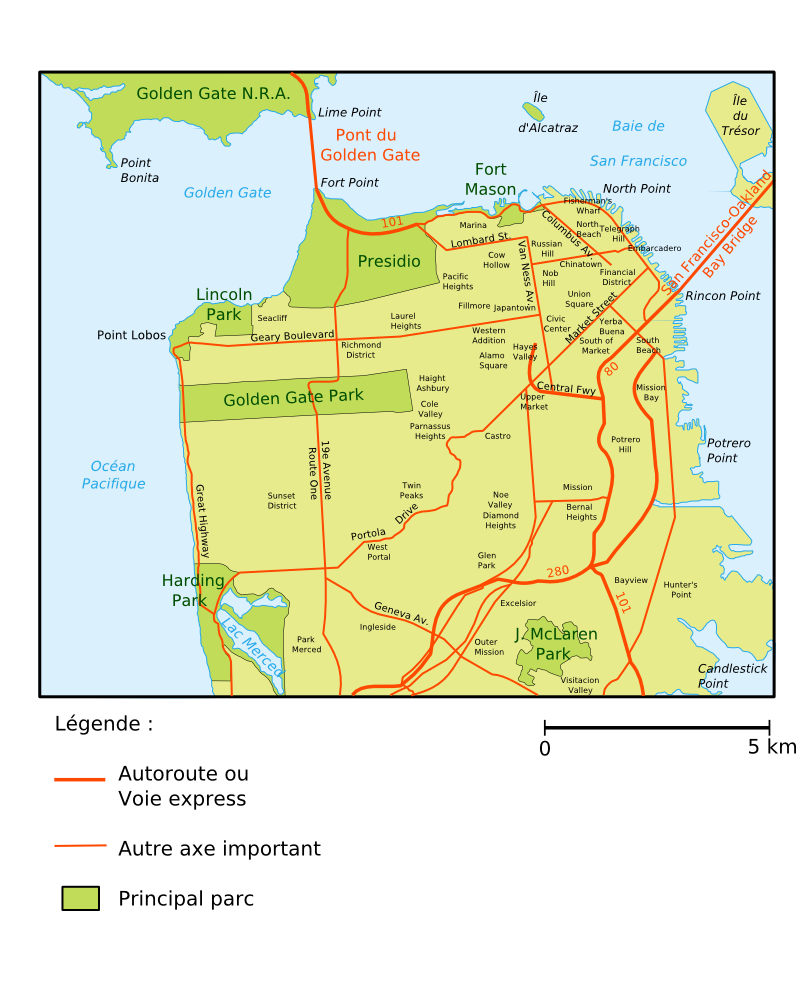
Plan de San Francisco.

San Francisco se trouve sur la côte ouest des États-Unis, dans l'État de Californie et à 616 km au nord-ouest de Los Angeles. La ville se situe sur l'extrémité nord de la péninsule de San Francisco. Elle est entourée à l’est par les eaux de la baie de San Francisco, au nord par le détroit du Golden Gate et à l’ouest par l’océan Pacifique. Plusieurs ponts relient la ville aux rives de la baie : les plus célèbres sont le pont du Golden Gate (au nord) et le Bay Bridge, qui relie San Francisco et Oakland à l'est-nord-est.
Plusieurs îles appartiennent à la commune de San Francisco (île d'Alcatraz : Treasure Island, Yerba Buena Island), de même que de petits secteurs d'Angel Island et Red Rock Island, près du pont Richmond-San Rafael. Les îles Farallon, situées dans l'océan Pacifique à 44 km à l'ouest-sud-ouest de la cité, dépendent administrativement de la municipalité, mais ne sont pas habitées et servent de réserve naturelle.
La commune de San Francisco s’inscrit grossièrement dans un carré d’environ 11 km de côté, mais elle est en fait légèrement plus petite. D'après le Bureau du recensement américain, la ville s'étend sur 600,4 km2, dont 120,9 km2 de terre et 479,7 km2 de surface aquatique. Les eaux occupent donc 79,869 % de la surface totale.
San Francisco est célèbre pour son tramway, mais aussi pour la cinquantaine de collines situées à l'intérieur des limites de la commune. Une « colline » san-franciscaine est définie par une altitude de plus de 30 mètres. Certaines d'entre elles correspondent à un quartier, comme Nob Hill, Pacific Heights, Russian Hill ou Telegraph Hill ; d'autres sont des jardins publics ou des parcs comme ceux de Twin Peaks, Mont Sutro, Mont Davidson et Buena Vista.
Une série de collines moins densément peuplées couvrent le centre géographique de la ville. Le Mont Sutro domine cette zone surmontée de la Sutro Tower, une tour de transmission rouge et blanche imposante bien connue des San-Franciscains. À proximité se trouvent les Twin Peaks, deux collines tout aussi populaires, formant l'un des plus hauts points de la ville. À environ un kilomètre et demi au sud de là se dresse le point culminant de San Francisco, Mont Davidson, à 282 mètres d'altitude. Une croix de 31,4 mètres de haut y fut dressée en 1934.
San Francisco se trouve à proximité des failles de San Andreas, qui traverse la « région de la Baie » du nord au sud, et de Hayward, ce qui explique la fréquence des séismes dans la région. Les deux principaux tremblements de terre ayant touché la ville sont ceux de 1906 et de 1989 (7,1 sur l'échelle ouverte de Richter). Les normes parasismiques ont limité les dégâts et le nombre des victimes de ce dernier.
La péninsule de San Francisco est le résultat de l'affrontement de deux plaques tectoniques : la plaque pacifique et la plaque nord-américaine. Les roches qui composent les fondations géologiques de la ville se sont formées à la marge d'une zone de subduction entre 200 millions et 100 millions d'années avant notre ère. Pendant cette période, les roches du manteau ont été métamorphisées et ont subi d'importantes transformations physiques. Ce substrat rocheux a ensuite été recouvert par des sédiments lorsque le niveau de la mer s'est élevé. La géologie de San Francisco est complexe. Les terrains superficiels sont dominés par des couches sédimentaires, sauf au centre : ils se sont formés il y a quelques milliers d'années et recouvrent un substrat rocheux plus profond. Au nord et le long de la côte Pacifique se trouvent des sables du quaternaire. Le quartier de Mission District est construit sur des alluvions datant du pléistocène. Les quartiers sud-ouest reposent sur des couches de boue de la fin de l'holocène.
Les collines du centre (Twin Peaks, Forest Hill, Diamond Heights) sont composées de roches de natures diverses : le complexe franciscain de silex (Franciscan Complex chert) a été formé à la fin du crétacé ou au début du jurassique. Mais on trouve également des roches volcaniques et métamorphiques datant de la même époque. Les secteurs de Potrero Hill et Bayview comprennent des couches de serpentinite, une roche métamorphique du Jurassique.
Des quartiers entiers de la ville reposent sur des remblais (de type polder, composés de boue, sable et des débris de précédents tremblements de terre) et d'autres terres créées artificiellement le long de la baie lorsque l'espace vint à manquer. Les anciens docks furent ainsi comblés et l'on trouve dans les sous-sols du Financial District plusieurs dizaines d'épaves des bateaux utilisés par les forty-niners pour rallier la ville lors de ruée vers l'or en Californie,,.
Ce type de terrain devient extrêmement instable lors d'un séisme, et la liquéfaction qui en résulte cause des dégâts considérables aux structures qui y sont bâties, comme on put le constater dans le quartier de la Marina lors du séisme de Loma Prieta en 1989. Treasure Island est certainement l'exemple le plus spectaculaire de quartier construit sur de tels remblais. Bâtie à partir de matériaux directement creusés dans la baie et résultant du perçage du tunnel de Yerba Buena Island lors de la construction du Bay Bridge, cette île fut le site de l'Exposition internationale du Golden Gate en 1939 et 1940. Elle devait également accueillir l'aéroport municipal de San Francisco, mais devint une base navale au début de la Seconde Guerre mondiale. En 1997, Treasure Island fut rendue à San Francisco, de laquelle elle offre une vue unique sur la ville.

### Climat

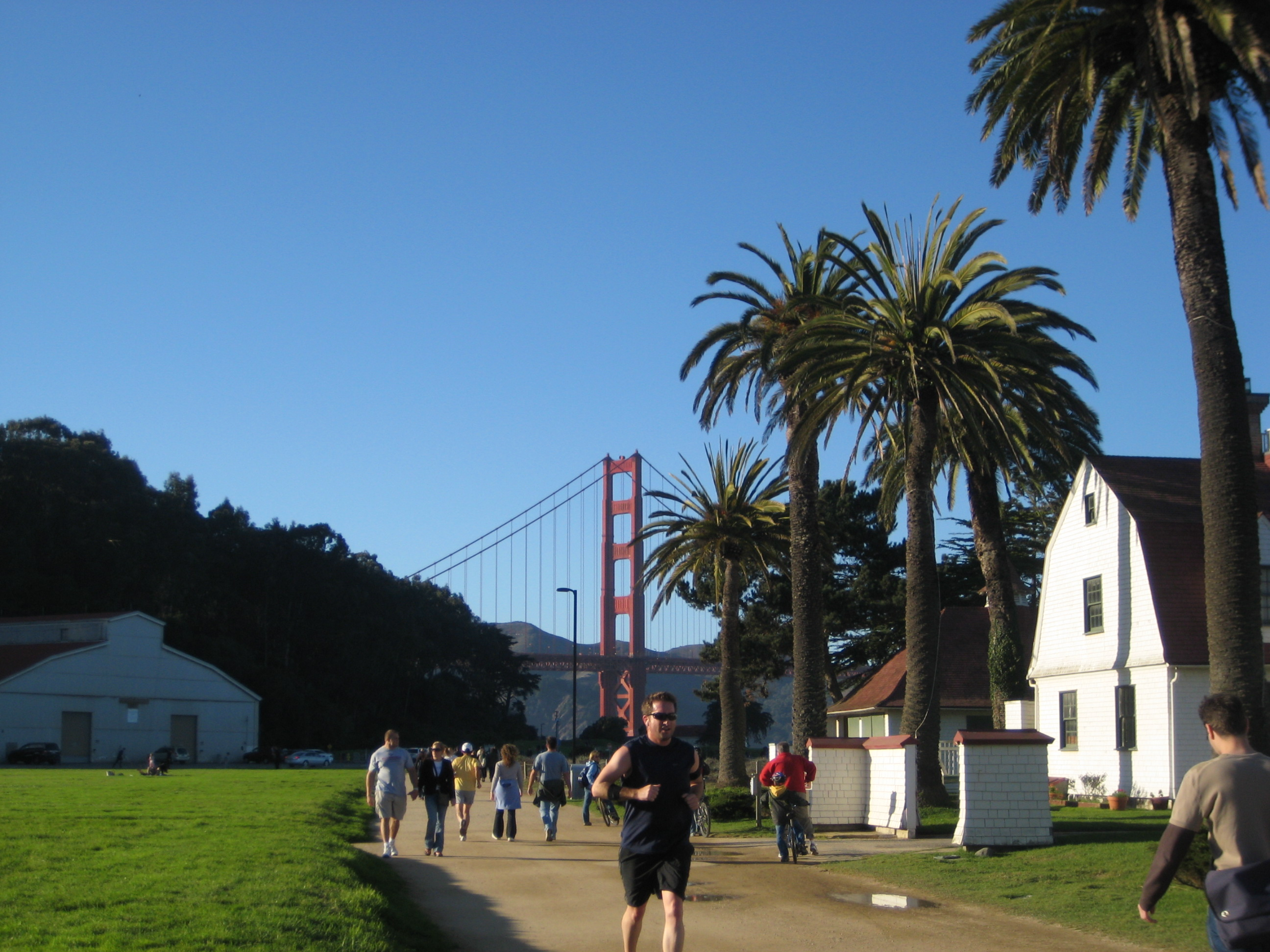
Le climat de San Francisco est de type méditerranéen à été tempéré. À l'arrière-plan, le Golden Gate Bridge.

Graphique climatique de San Francisco.

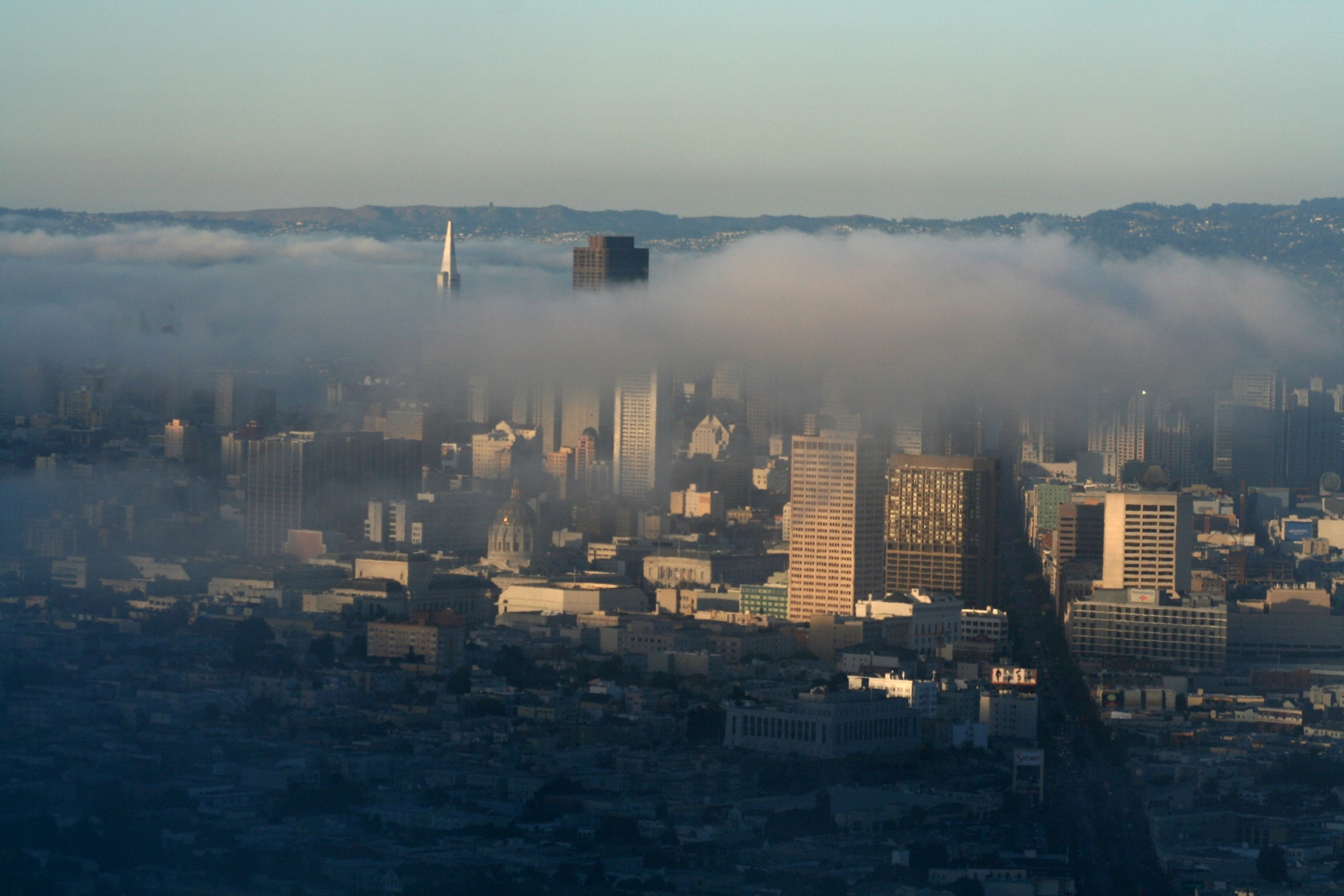
Le fameux brouillard san-franciscain au-dessus du centre-ville.

Le climat de San Francisco est de type méditerranéen à été tempéré, avec des caractères propres et bien marqués : les spécialistes le rangent dans le type californien. Selon la classification de Köppen, le climat y est de type Csb en ville et Csc sur la côte, donc c'est un climat méditerranéen à été tempéré. Sur la côte, l'été est encore plus tiède et les températures supérieures à 30 °C sont rares. La moyenne des précipitations annuelles s'élève à 600,2 mm, dont 85 % tombent de novembre à mars. L'amplitude thermique est modérée et la moyenne annuelle des températures plutôt tiède. Les températures maximales moyennes oscillent l'été entre 15 et 24 °C, et l'hiver entre 10 et 15 °C pendant la journée, mais peuvent tomber à 5 °C la nuit. Le climat de San Francisco est très comparable à celui que l'on trouve sur la côte atlantique du Maroc ou encore au centre du Chili.
Les hivers sont pluvieux et doux. Le gel est quasi inexistant et la neige reste un phénomène peu fréquent. En janvier, les températures matinales minimales avoisinent 8 °C, et l'après-midi 14 °C. Les étés sont généralement brumeux mais secs et la canicule est extrêmement rare. En septembre, pendant l'été indien de San Francisco, la température minimale moyenne est de 13 °C, et les maximales tournent autour de 22 °C. Septembre et octobre sont les mois les plus chauds de l'année.
La situation de San Francisco explique l'originalité de son climat : la ville se trouve à la même latitude que Palerme en Sicile, mais sa position sur le littoral du Pacifique lui donne des caractéristiques particulières. Le courant froid de Californie apporte des perturbations chargées de pluies en hiver. Ainsi, les eaux de l'océan Pacifique, qui bordent la côte occidentale de la ville, sont rafraîchies tout au long de l'année, et avoisinent 10 °C. Les surfeurs se protègent toute l'année avec des combinaisons, même l'été, où l'eau est à sa surface souvent encore plus fraîche que l'hiver en raison du courant maritime sud-ouest qui l'été provoque la remontée d'eaux froides à la surface. Ensuite, l'association du courant froid et de la chaleur de la Californie intérieure est responsable des nappes de brouillard caractéristiques qui se forment dans certains quartiers de la ville et au-dessus des eaux de la Baie pendant l'été et au début de l'automne. Ces brumes peuvent couvrir l'agglomération jusqu’à 80 km à l'intérieur des terres. De ce fait, les températures estivales à San Francisco sont généralement beaucoup plus basses que dans d'autres endroits de la Californie, notamment la vallée centrale, où la chaleur peut atteindre 45 °C. Le brouillard est moins prononcé à la fin du printemps et pendant les mois de septembre et octobre, qui sont considérés comme les véritables mois d'été à San Francisco. Il dure une centaine de jours dans l'année. Cette fraîcheur estivale est sans doute à l'origine d'une légende urbaine selon laquelle Mark Twain aurait écrit « The coldest winter I ever spent was a summer in San Francisco ».
La combinaison de l'eau froide océanique et des chaleurs intenses de l'intérieur de la Californie est à l'origine du brouillard caractéristique qui peut couvrir la moitié occidentale de la ville pendant parfois toute la journée en été et au début de l'automne. Le brouillard est moins prononcé dans les quartiers à l'est, à la fin du printemps, et pendant les mois de septembre et d'octobre.
Le relief prononcé et les influences maritimes sont à l'origine d'une multitude de micro-climats qui coexistent au sein même de la ville, et sont généralement plus marqués l'été que l'hiver. Les collines les plus hautes, dans le centre géographique de la ville, sont responsables pour une variation de l'ordre de 20 % dans les précipitations annuelles enregistrées dans différents endroits de la ville. Les collines protègent les quartiers situés sur leur côte est des conditions brumeuses et fraiches qui affectent les quartiers du Sunset ou de Richmond. À l'inverse, les quartiers les plus ensoleillés sont SoMa, Bayview, Mission et Noe Valley.
| Mois                                  | jan.    | fév.    | mars    | avril   | mai     | juin    | jui.    | août    | sep.    | oct.    | nov.    | déc.    | année   |
| ------------------------------------- | ------- | ------- | ------- | ------- | ------- | ------- | ------- | ------- | ------- | ------- | ------- | ------- | ------- |
| Température minimale moyenne (°C)     | 8,1     | 8,8     | 9,4     | 9,8     | 10,8    | 11,7    | 12,4    | 13,1    | 13,1    | 12,4    | 10,4    | 8,3     | 10,7    |
| Température moyenne (°C)              | 11,5    | 12,6    | 13,3    | 13,8    | 14,6    | 15,7    | 16,1    | 16,8    | 17,4    | 16,9    | 14,2    | 11,6    | 14,5    |
| Température maximale moyenne (°C)     | 14,3    | 15,8    | 16,7    | 17,2    | 17,8    | 19,2    | 19,1    | 19,9    | 21,2    | 21      | 17,6    | 14,4    | 17,8    |
| Record de froid (°C) date du record   | −2 1888 | −1 1989 | 1 1896  | 4 1999  | 6 1906  | 8 1917  | 8 1953  | 8 1903  | 8 1900  | 6 1935  | 3 1919  | −3 1932 | −3 1932 |
| Record de chaleur (°C) date du record | 26 1962 | 27 1986 | 31 2005 | 34 1989 | 36 2008 | 39 2000 | 37 1931 | 37 2010 | 41 2017 | 39 1987 | 30 1966 | 24 1958 | 41 2017 |
| Ensoleillement (h)                    | 185,9   | 207,7   | 269,1   | 309,3   | 325,1   | 311,4   | 313,3   | 287,4   | 271,4   | 247,1   | 173,4   | 160,6   | 3 061,7 |
| Précipitations (mm)                   | 111,8   | 111     | 80      | 40,6    | 17,8    | 5,1     | 0,3     | 1,5     | 2,5     | 23,9    | 66      | 120,9   | 581,4   |
| Nombre de jours avec précipitations   | 11,2    | 10,8    | 10,8    | 6,8     | 4       | 1,6     | 0,7     | 1,1     | 1,2     | 3,5     | 7,9     | 11,6    | 71,2    |
| Nombre de jours avec neige            | 10,3    | 8,2     | 7,5     | 1,2     | 0       | 0       | 0       | 0       | 0       | 0,7     | 6,2     | 10,1    | 44,2    |

### Quartiers

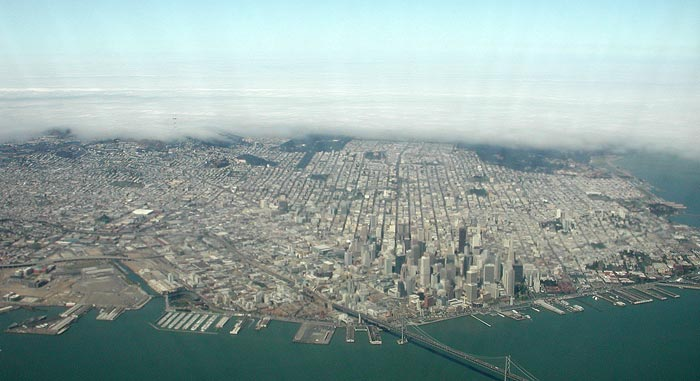
Vue aérienne de San Francisco.

San Francisco possède un Japantown et un Chinatown, et tous deux sont parmi les quartiers de ce type les plus vieux des États-Unis. La ville comprend aussi une population vietnamienne importante dans le quartier du Tenderloin et une concentration de Philippins dans les quartiers de Crocker-Amazon et South of Market (SOMA), une communauté italo-américaine historique dans North Beach, un modeste quartier français parfois appelé Little France dans le Financial District, et des communautés d'origine irlandaises, chinoises et russes dans le Richmond District.
Le quartier de Mission est le plus ancien quartier de la ville — il a été construit autour de la Mission Dolores, fondée en 1776 par les missionnaires espagnols. La communauté hispanique y est prédominante, mais l'endroit est en cours de gentrification. Russian Hill est un quartier résidentiel connu notamment pour le tronçon sinueux de Lombard Street qui le traverse, série d'épingles à cheveux spectaculaires. Haight-Ashbury a été l'épicentre de la contre-culture hippie des années 1960, et le quartier du Castro est réputé pour sa forte concentration d'homosexuels. Il existe aussi d'autres quartiers où la communauté gay et lesbienne est particulièrement présente, notamment Noe Valley, Diamond Heights, Bernal Heights, Potrero Hill, Haight-Ashbury, Hayes Valley, Twin Peaks et SOMA.

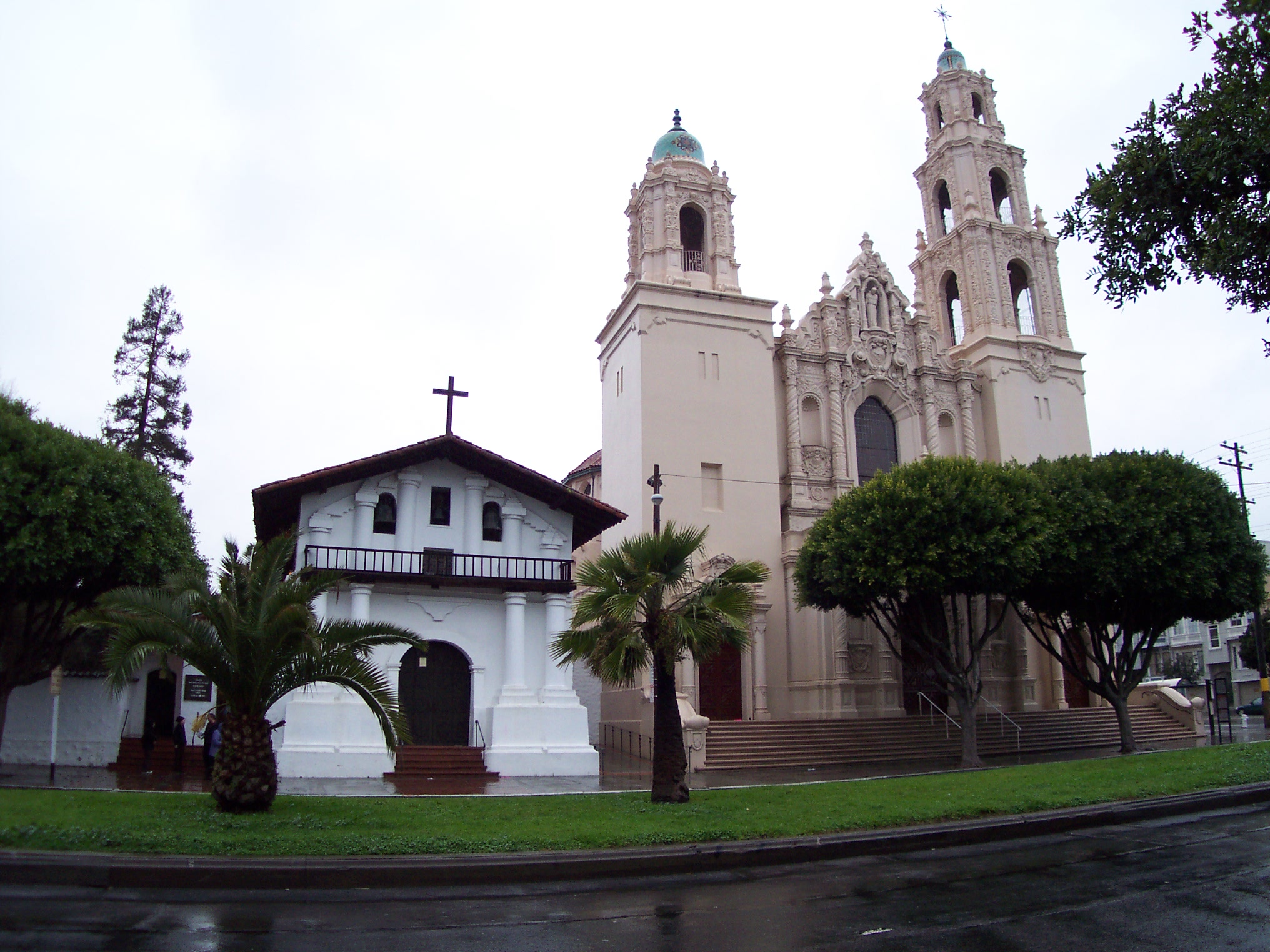
Mission Dolores, San Francisco.

San Francisco est célèbre pour ses nombreuses demeures victoriennes, dont les plus connues sont certainement l'alignement des painted ladies d'Alamo Square. Les cable cars, les fameux tramways à traction par câble, mis en service en 1873, sont l'un des symboles de la ville et il est toujours possible de les emprunter pour monter ou descendre Nob Hill ou Russian Hill. Coit Tower, qui trône sur Telegraph Hill, est également un monument instantanément reconnaissable de San Francisco.
L'expansion démographique actuelle se concentre dans l'est et le sud de la ville. Le quartier de SOMA a été l'un des épicentres du dotcom boom de la fin des années 1990 et subit dans les années 2000 un renouveau immobilier et économique. La commission d'urbanisme de la ville a proposé une transformation du quartier autour du terminal de bus situé dans SOMA, qui consisterait notamment en un trio de gratte-ciel dont le plus haut culminerait à 350 mètres. Ce projet a débuté par la construction de Salesforce Tower. Le quartier récent de Mission Bay, à l'extrémité orientale de SOMA, est en cours de réaménagement et compte le stade de baseball Oracle Park et une annexe de l'école médicale de l'Université de Californie à San Francisco.
Les quartiers de Bayview et Excelsior, dans le sud-est de la ville, comptent une population pauvre et majoritairement afro-américaine. Les efforts de la municipalité pour y réduire le taux de criminalité n'ont eu guère de succès. Bien que les personnes noires ne représentent que 5 % de la population de San Francisco, elles constituent 37 % des sans-abri. Le sans-abrisme à San Francisco a été exacerbé par la crise du Covid-19.
Les prix de l’immobilier sont extrêmement élevés. Il faut compter en moyenne 1,6 million de dollars pour une petite maison individuelle et un loyer mensuel de 3 700 dollars pour un deux-pièces.

### Parcs, jardins publics et plages
Le plus connu et le plus grand des espaces verts de San Francisco est le parc du Golden Gate, s'étendant du centre jusqu'à la côte pacifique ouest de la ville. Ce parc compte plus de 70 hectares de plus que le Central Park de New York, mais reste moins étendu que Griffith Park à Los Angeles. Autrefois recouvert d'herbacées indigènes et de dunes, le parc a été créé dans les années 1860 en y plantant des milliers d'arbres et plantes importés. Ce vaste parc est riche de points d'intérêts naturels et culturels tels que le Conservatory of Flowers, Japanese Tea Garden (en) et le jardin botanique de San Francisco.

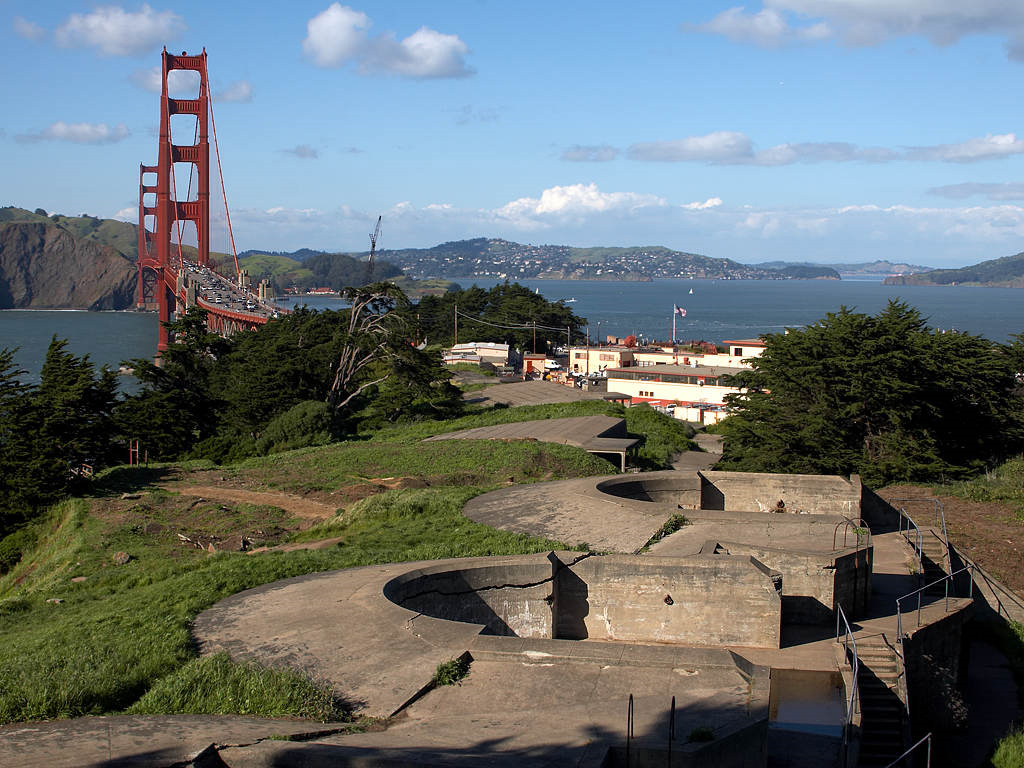
La base militaire désaffectée du parc du Presidio.

Au sud du Golden Gate se trouve un autre parc célèbre, la base militaire désaffectée du Presidio. Ce dernier fait partie de la Golden Gate National Recreation Area (GGNRA), qui inclut l'île d'Alcatraz et de nombreuses autres aires protégées. Ce parc national américain est l'un des plus visités parmi l'ensemble des parcs gérés par l'agence fédérale National Park Service avec plus de 13 millions de visiteurs chaque année. Dans le parc du Presidio se situe aussi Crissy Field (en), un ancien terrain d'aviation dont on a réapproprié l'écosystème de marais maritime autrefois présent. la GGNRA gère aussi Fort Funston, Lands End (en), Fort Mason et Alcatraz. De son côté, le National Park Service gère le San Francisco Maritime National Historical Park, une flotte de navires historiques ainsi que la propriété maritime autour de l'Aquatic Park.
Buena Vista Park, situé dans le quartier de Haight-Ashbury, est le plus ancien jardin public de la ville, créé en 1867. Non loin de là, Alamo Square est célèbre pour ses vues sur la ville et sa rangée de demeures victoriennes surnommées les Painted Ladies. Un important lac d'eau douce, le lac Merced, s'étend dans le sud-ouest de la ville près de l'Université d'État de San Francisco et Fort Funston. Il est entouré d'un vaste espace vert et se trouve près du zoo de San Francisco qui abrite plus de 250 espèces, dont beaucoup sont considérées comme des espèces menacées.
Finalement, on compte plus de 200 parcs dans la ville.
Parmi les autres points d'intérêts de la ville, il y a Baker Beach, une plage faisant partie du Presidio, ainsi que Ocean Beach, autre plage qui longe la côte ouest de San Francisco et souvent fréquentée par une communauté de surfeurs. Mais ces plages sont réputées dangereuses pour les nageurs à cause de leurs eaux froides et leurs courants qui se révèlent régulièrement fatals aux surfeurs ou baigneurs imprudents.

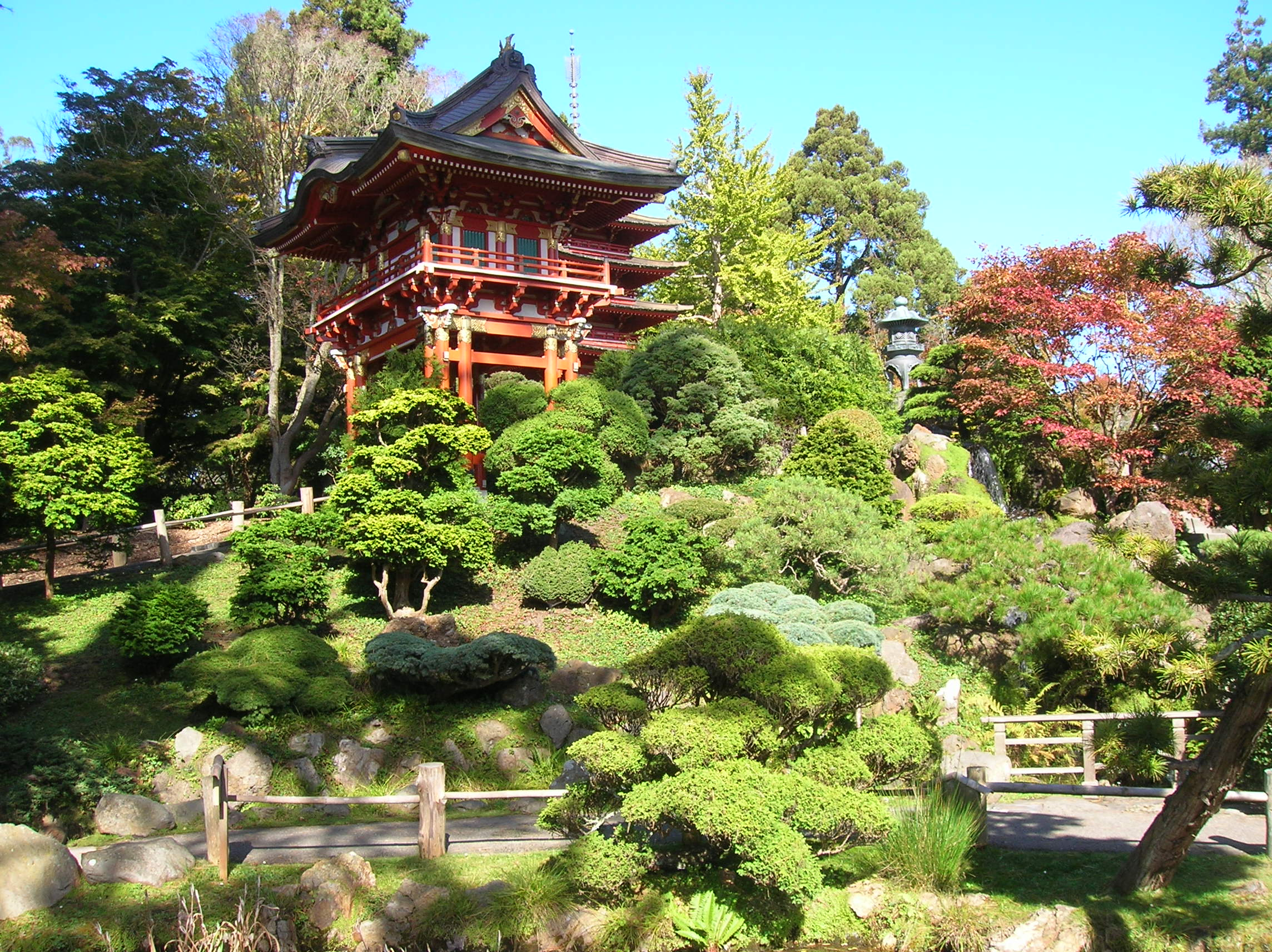
Le Japanese Tea Garden (en).
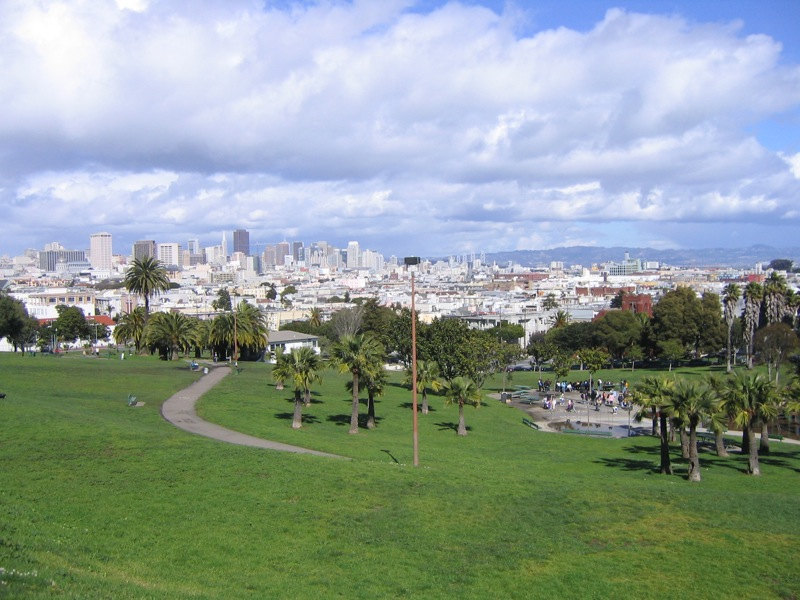
Le Dolores Park.
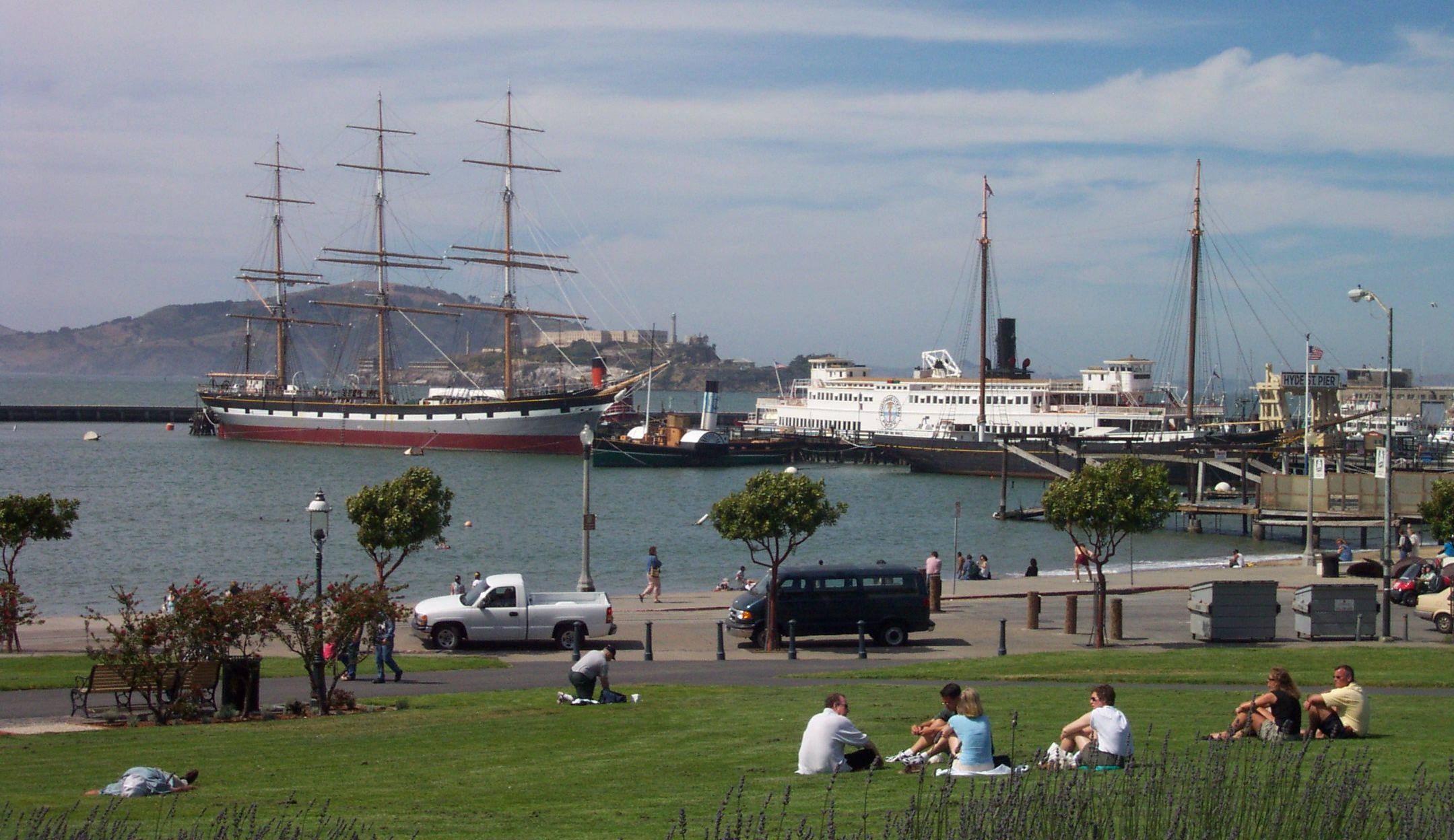
Le San Francisco Maritime National Historical Park 2011.

## Population
Au recensement de 2010, San Francisco comptait 805 235 habitants, 345 811 foyers et 151 029 familles. La municipalité, dont les limites correspondent à celles du comté de San Francisco, est la quatrième de Californie en nombre d'habitants, derrière Los Angeles, San Diego et San José. Cependant, l'agglomération de San José-San Francisco-Oakland, qui regroupe plusieurs municipalités autour de la baie, rassemble près de 7 millions d'habitants. Cette aire urbaine se classe au 40e rang mondial et au 6e rang pour les États-Unis. Selon le recensement fédéral de 2020, San Francisco est la 17e plus grande ville des États-Unis.
Avec près de 6 632 habitants par kilomètre carré, San Francisco est la seconde grande ville américaine en termes de densité de population après New York. En 2000, le comté de San Francisco occupait la cinquième place en tant que comté américain.
Population des dix villes de Californie les plus peuplées (2016)

### Caractéristiques sociales
| Indicateur                             | San Francisco | États-Unis |
| -------------------------------------- | ------------- | ---------- |
| Personnes de moins de 5 ans            | 4,6 %         | 6,1 %      |
| Personnes de moins de 18 ans           | 13,5 %        | 22,6 %     |
| Personnes de plus de 65 ans            | 14,4 %        | 15,6 %     |
| Femmes                                 | 49,0 %        | 50,8 %     |
| Personnes par foyer                    | 2,33          | 2,64       |
| Vétérans                               | 2,9 %         | 8,0 %      |
| Personnes nées étrangères à l'étranger | 34,9 %        | 13,2 %     |
| Personnes sans assurance maladie       | 7,9 %         | 10,2 %     |
| Personnes avec un handicap             | 6,2 %         | 8,6 %      |
| Revenus annuels                        | 55 567 $      | 29 829 $   |
| Personnes sous le seuil de pauvreté    | 12,5 %        | 12,3 %     |
| Diplômés de l'école secondaire         | 87,4 %        | 87,0 %     |
| Diplômés de l'université               | 54,8 %        | 30,3 %     |

Selon l'American Community Survey, pour la période 2011-2015, 13,2 % de la population vit sous le seuil de pauvreté (15,5 % au niveau national). Ce taux masque des inégalités importantes, puisqu'il est de 31,6 % pour les Afro-Américains et de 9,0 % pour les Blancs non hispaniques.
Le nombre de sans-abri a augmenté de 17 % entre 2017 et 2019.
Proportionnellement, la baie abrite plus de milliardaires que tout autre région sur la planète (1 milliardaire pour 11 600 habitants).
D'après The Washington Post, « Tout le monde s’accorde à dire qu’il y a quelque chose de pourri » à San Francisco, citant notamment l’hypergentrification et le manque de diversité, le coût des loyers (3 700 dollars par mois pour un deux-pièces), les embouteillages monstres et la disparition des petits commerces dans beaucoup de quartiers.
San Francisco doit aussi faire face depuis 2018 à l'explosion de la consommation de fentanyl, un opioïde de synthèse, provoquant plusieurs centaines de morts par overdose chaque année. Entre 2020 et 2021, le fentanyl y a causé la mort de 1 356 personnes. La ville abrite 4 000 sans-abri toxicomanes. Le quartier de Tenderloin où plus de 8 000 sans-abri errent dans les rues et dont une grande majorité d’entre eux est dépendante au fentanyl, est particulièrement touché. L’une des conséquences est l’insécurité de plus en plus présente dans le quartier et la fermeture de magasins après les vols à répétition.
| 1848  | 1849   | 1852   | 1860   | 1870    | 1880    |
| ----- | ------ | ------ | ------ | ------- | ------- |
| 1 000 | 25 000 | 34 776 | 56 802 | 149 473 | 233 959 |

| 1890    | 1900    | 1910    | 1920    | 1930    | 1940    |
| ------- | ------- | ------- | ------- | ------- | ------- |
| 298 997 | 342 782 | 416 912 | 506 676 | 634 394 | 634 536 |

| 1950    | 1960    | 1970    | 1980    | 1990    | 2000    |
| ------- | ------- | ------- | ------- | ------- | ------- |
| 775 357 | 740 316 | 715 674 | 678 974 | 723 959 | 776 733 |

| 2010    | 2020    | - | - | - | - |
| ------- | ------- | - | - | - | - |
| 805 235 | 873 965 | - | - | - | - |

### Langues
Selon l'American Community Survey, pour la période 2011-2015, 55,76 % de la population âgée de plus de 5 ans déclare parler l'anglais à la maison, 18,58 % une langue chinoise, 11,10 % l'espagnol, 2,88 % le tagalog, 1,47 % le russe, 1,32 % le vietnamien, 1,10 % le français, 0,81 % le japonais, 0,80 % le coréen, 0,57 % l'allemand, 0,54 % l'hindi et 5,07 % une autre langue.

### Composition ethnique

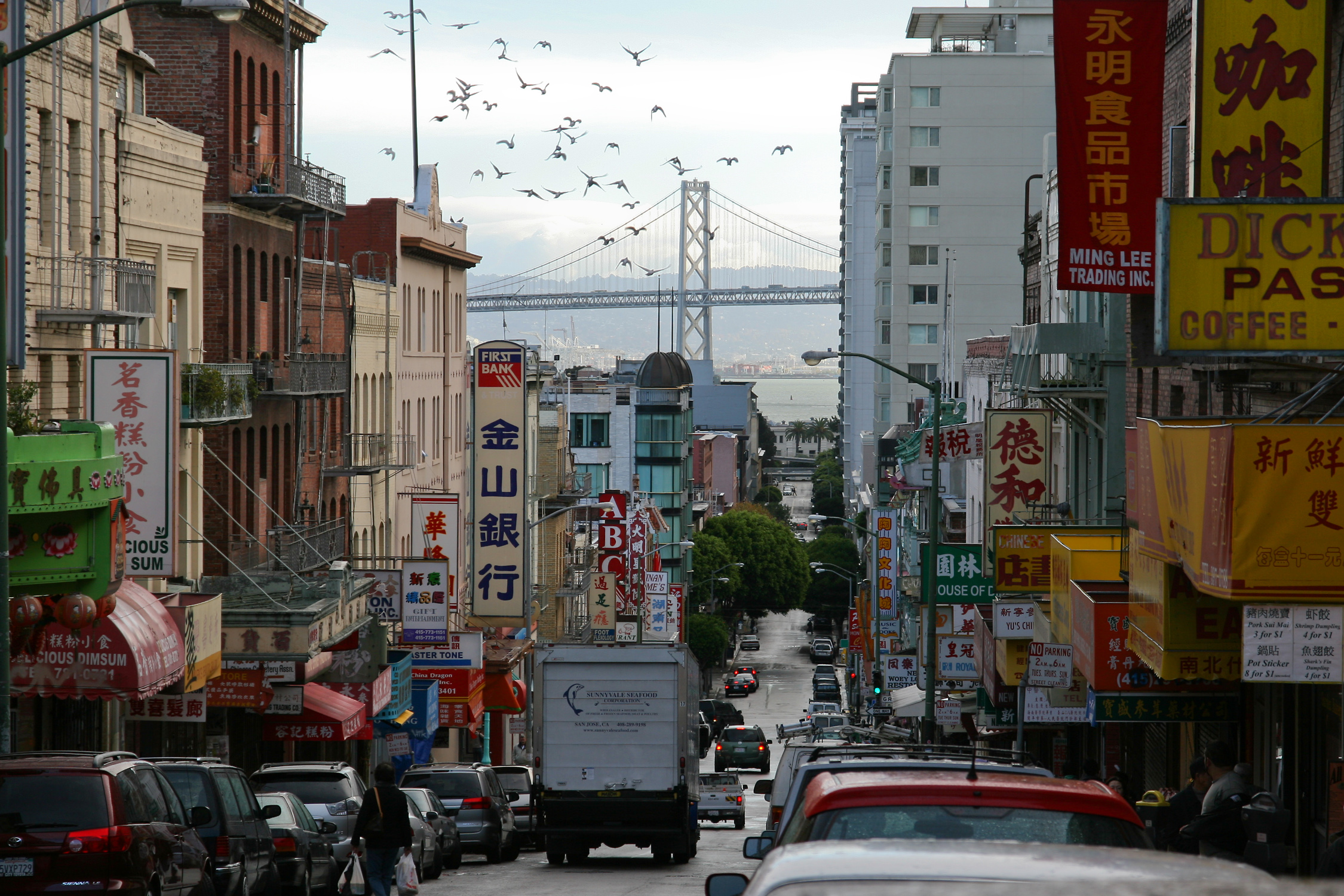
Le Chinatown de San Francisco.

| Répartition de la population par groupe ethnique (1860-2020) \| Profil démographique[57] \| 1860 \| 1880 \| 1920 \| 1960 \| 1980 \| 1990 \| 2000 \| 2010 \| 2020[58] \| \| -------------------------------- \| ----- \| ----- \| ----- \| ----- \| ----- \| ----- \| ----- \| ----- \| -------- \| \| Blancs non-hispaniques \| 90,2% \| 87,7% \| 93,5% \| 72,7% \| 52,8% \| 46,9% \| 43,5% \| 41,7% \| 39,1% \| \| Asiatiques \| 4,6% \| 9,3% \| 2,7% \| 7,9% \| 21,5% \| 28,0% \| 31,1% \| 33,6% \| 34,0% \| \| — Sino-Américains \| 4,6% \| 9,3% \| 1,5% \| 5,1% \| 12,1% \| 17,6% \| 20,0% \| 19,8% \| 21,0% \| \| — Philippino-Américains \| — \| — \| 0,2% \| 1,5% \| 5,2% \| 5,4% \| 5,0% \| 4,9% \| 4,4% \| \| Hispaniques et Latino-Américains \| 3,0% \| 2,4% \| 3,4% \| 9,4% \| 12,6% \| 13,3% \| 14,2% \| 15,2% \| 15,6% \| \| — Mexicano-Américains \| 1,8% \| 1,4% \| 1,5% \| 5,1% \| 5,0% \| 5,2% \| 6,0% \| 7,5% \| 7,9% \| \| Noirs non-hispaniques \| 2,1% \| 0,6% \| 0,4% \| 9,7% \| 12,3% \| 10,7% \| 7,6% \| 6,0% \| 5,1% \| \| \| \| \| \| \| \| \| \| \| \| \| Né à l'étranger[Note 1] \| 50,2% \| 44,5% \| 30,1% \| 20,2% \| 29,5% \| 35,4% \| 38,4% \| 38,2% \| 34,2% \| Source: Bureau de recensement des États-Unis et IPUMS USA |       |       |       |       |       |       |       |       |       |
| Profil démographique | 1860  | 1880  | 1920  | 1960  | 1980  | 1990  | 2000  | 2010  | 2020  |
| Blancs non-hispaniques | 90,2% | 87,7% | 93,5% | 72,7% | 52,8% | 46,9% | 43,5% | 41,7% | 39,1% |
| Asiatiques | 4,6%  | 9,3%  | 2,7%  | 7,9%  | 21,5% | 28,0% | 31,1% | 33,6% | 34,0% |
| — Sino-Américains | 4,6%  | 9,3%  | 1,5%  | 5,1%  | 12,1% | 17,6% | 20,0% | 19,8% | 21,0% |
| — Philippino-Américains | —     | —     | 0,2%  | 1,5%  | 5,2%  | 5,4%  | 5,0%  | 4,9%  | 4,4%  |
| Hispaniques et Latino-Américains | 3,0%  | 2,4%  | 3,4%  | 9,4%  | 12,6% | 13,3% | 14,2% | 15,2% | 15,6% |
| — Mexicano-Américains | 1,8%  | 1,4%  | 1,5%  | 5,1%  | 5,0%  | 5,2%  | 6,0%  | 7,5%  | 7,9%  |
| Noirs non-hispaniques | 2,1%  | 0,6%  | 0,4%  | 9,7%  | 12,3% | 10,7% | 7,6%  | 6,0%  | 5,1%  |
| |       |       |       |       |       |       |       |       |       |
| Né à l'étranger | 50,2% | 44,5% | 30,1% | 20,2% | 29,5% | 35,4% | 38,4% | 38,2% | 34,2% |

Avec 33,3 % de sa population s'identifiant comme asiatique — 35,8 % en y incluant les métis asiatiques. Les Sino-Américains représentent la plus importante population asiatique de la ville, en 2010 21,4 % des San-Franciscains appartenant à cette communauté, et le Chinatown est le plus peuplé des États-Unis après celui de Manhattan. Les Philippino-Américains représentent quant à eux 4,2 % de la population de la ville. D'autres quartiers possèdent une forte concentration asiatique comme Sunset, Richmond et Visitacion Valley.
La population afro-américaine, qui ne cesse de reculer. Les principaux quartiers afro-américains sont Bayview et Bayview, dans lesquels les Noirs représentent plus de 40 % de la population.
La part des Hispaniques est la plus élevée à Mission District, Ingleside, Excelsior et Crocker Amazon (en).
8,8 % des San Franciscains revendiquent une origine irlandaise, 7,7 % une origine allemande, et 6,1 % des racines anglo-saxonnes.

Répartition des groupes ethniques par quartier
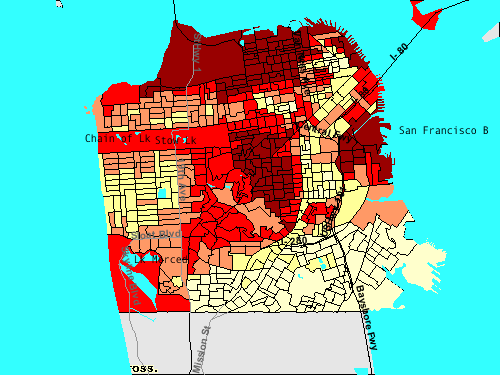
Blancs.
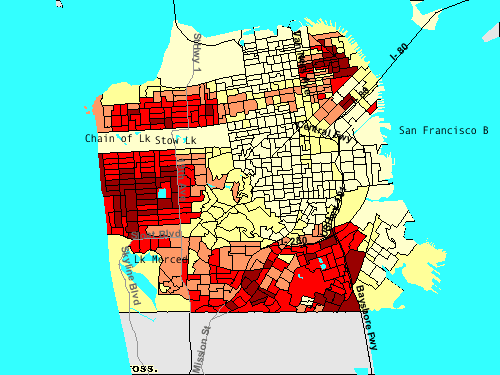
Asiatiques.
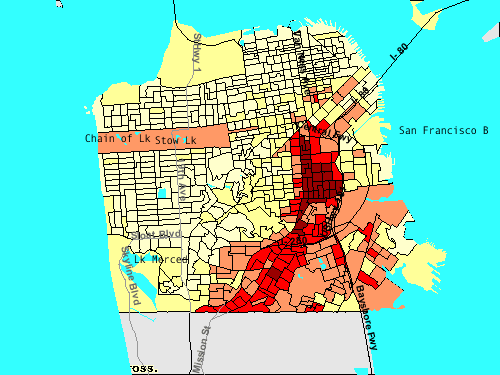
Hispaniques.
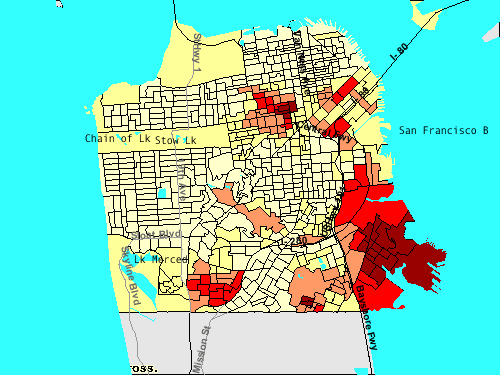
Afro-Américains.

### Communauté LGBT
San Francisco est réputée pour sa vie homosexuelle qui s'est d'abord développée autour du Castro et pour accueillir la part la plus importante de parents homosexuels du pays, ainsi que celle des célibataires gays. Les hommes homosexuels sont plus nombreux que la population lesbienne, qui se concentre davantage dans les banlieues de l'est de la baie.
D'après une étude de William McFarland pour les services de santé publique de la ville, en 2006, un homme sur cinq à San Francisco est gay, et un peu plus d'un homosexuel san-franciscain sur quatre est infecté par le VIH.

## Administration municipale et vie politique

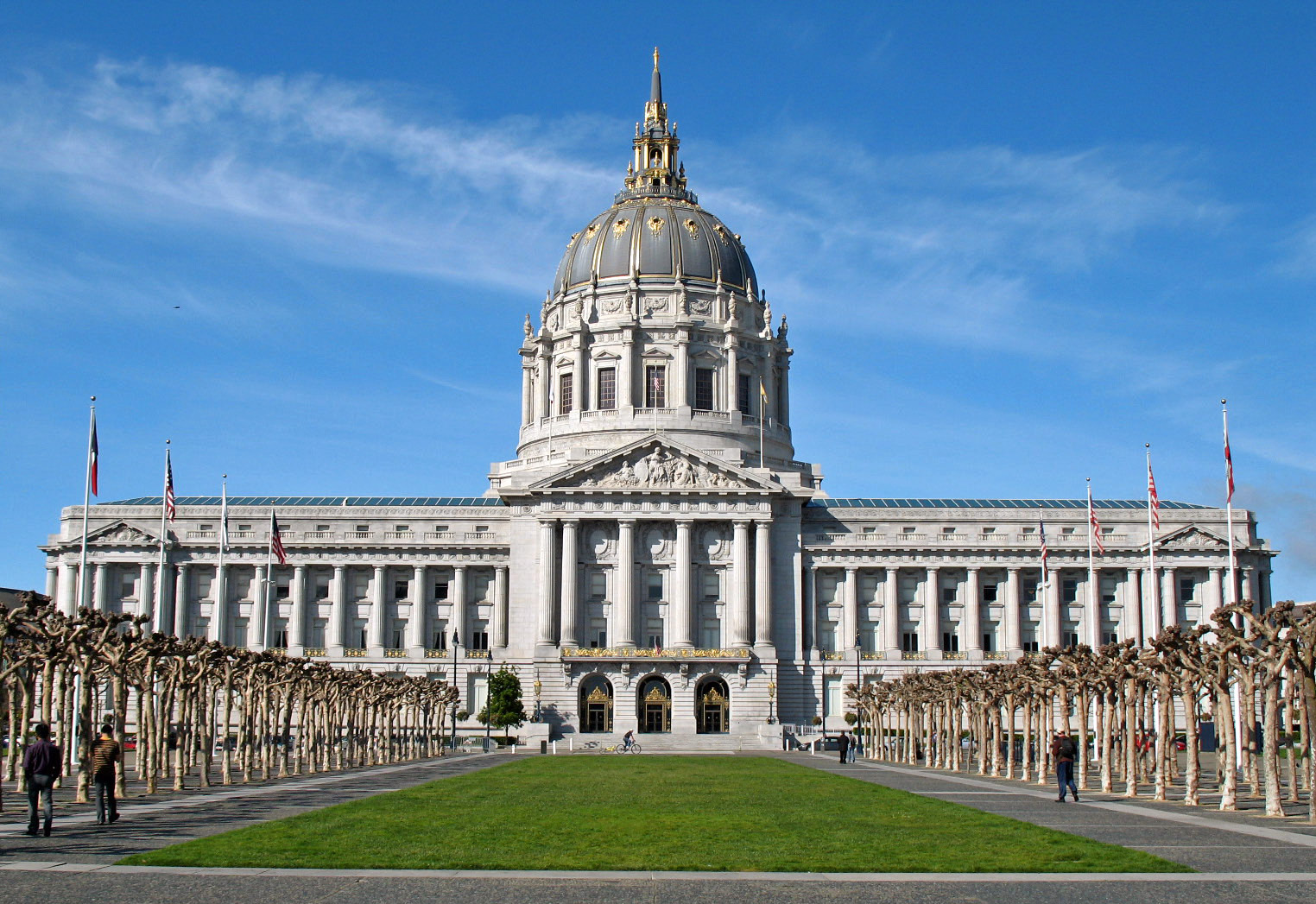
L'Hôtel de ville de San Francisco, dans le Civic Center.

San Francisco dispose d'un gouvernement consolidé ville-comté depuis 1856. La ville fait ainsi partie des 58 comtés de Californie tout en étant une municipalité. Ce statut fait que la ville est administrée par une structure particulière : le maire est également le chef de l'exécutif du comté et le conseil du comté (Board of Supervisors) officie en tant que conseil municipal.
Depuis 1900, le maire de San Francisco et les conseillers municipaux sont élus par l'ensemble des électeurs de la municipalité ; avant cette date, le maire était désigné par le conseil de la ville.
En 1989, la municipalité a voté une ordonnance dite « sanctuaire » qui implique la non-coopération avec les autorités de contrôle de l'immigration. En 2007, elle a décidé d'octroyer des papiers d'identité à toute personne pouvant prouver un lieu de résidence, y compris aux immigrés clandestins. Au printemps 2008, la ville a lancé une campagne d'information pour les immigrés clandestins, diffusée sur des brochures et à la radio en plusieurs langues, afin de leur faire savoir qu'ils ne seront pas dénoncés par les services municipaux (hôpitaux, écoles, police) aux services fédéraux de l'immigration.
La municipalité mène une politique environnementale ambitieuse. Elle a interdit les sacs plastiques et 69 % des déchets y sont recyclés à la fin des années 2000. En 2014, ce taux est supérieur à 80 %, et les bouteilles d'eau en plastique sont également interdites à la vente dans l'espace public. En 2005, la Journée mondiale de l'environnement eut lieu à San Francisco autour du thème « Des villes vertes, un plan pour la planète ! ». Depuis 2010, des panneaux solaires ont été installés sur les toits de l'ancienne prison d'Alcatraz. Depuis 2006, les ferrys qui relient l'île au continent sont des ferrys solaires.
Le budget municipal pour l'année fiscale 2011-2012 était de 6,83 milliards de dollars. La municipalité emploie environ 27 000 personnes.
Le 20 novembre 2012, la ville vote un décret interdisant le nudisme dans les rues, et qui devait entrer en vigueur en février 2013.

## Économie

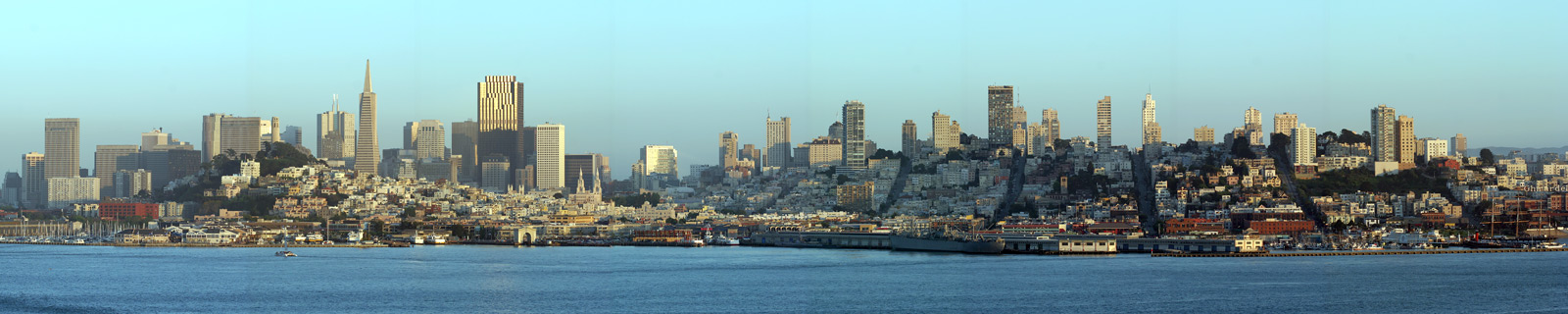
Le quartier des affaires de San Francisco vu d'Alcatraz.

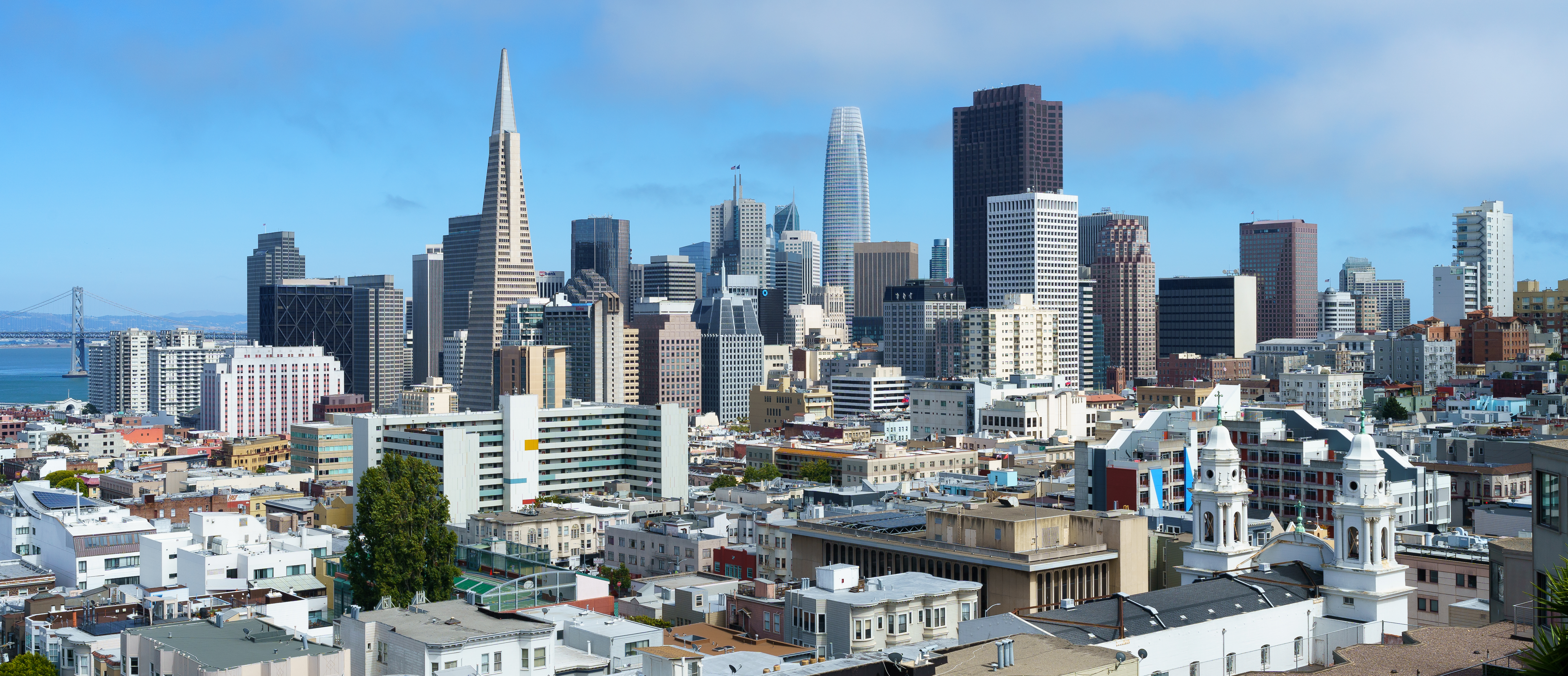
San Francisco vue depuis le parc Coolbrith. Juillet 2021.

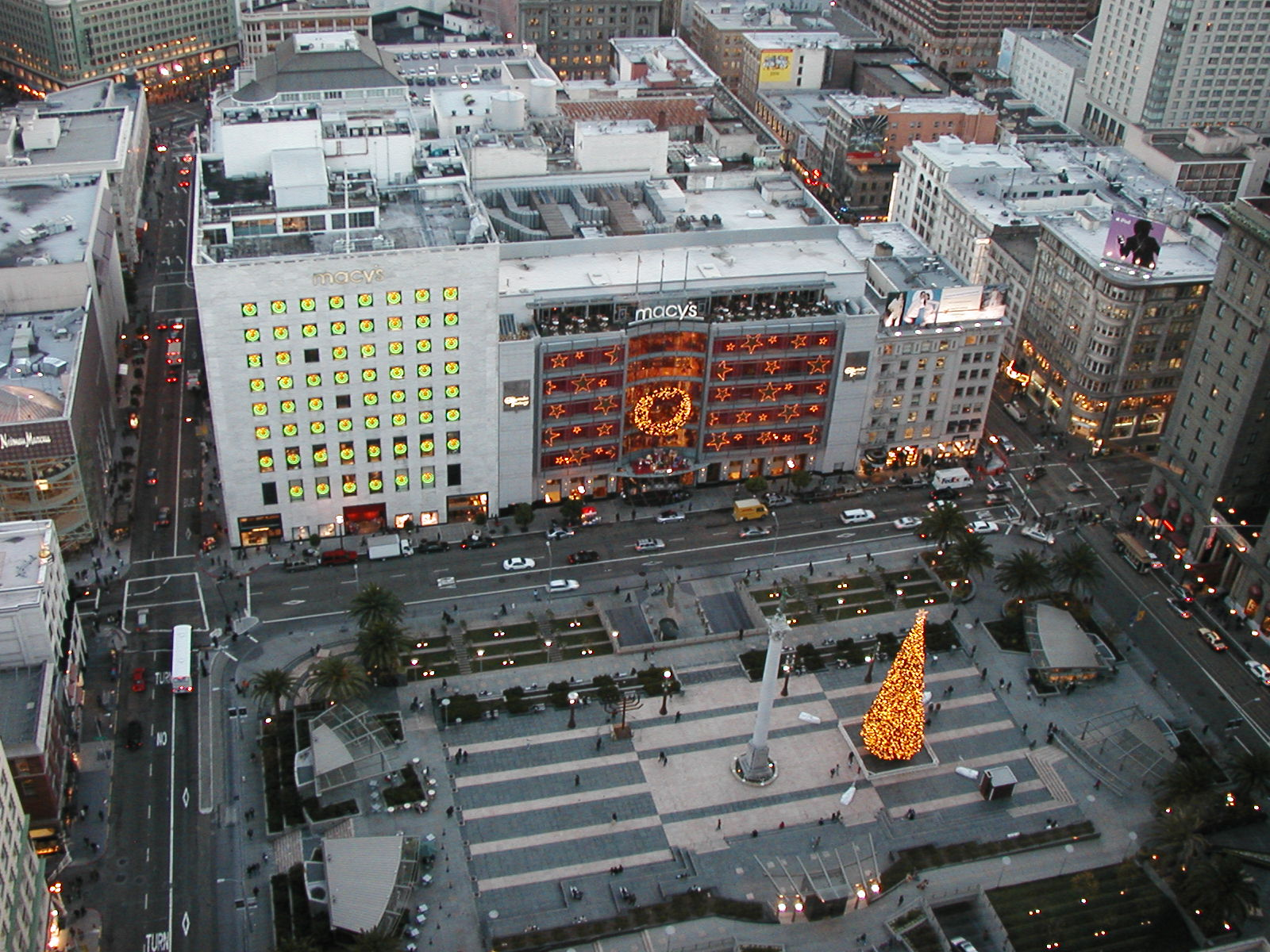
Union Square et le centre commercial Macy's.

Dans le passé, San Francisco a tiré sa prospérité de l'exploitation de l'or, de l'argent et du pétrole. Pendant la Seconde Guerre mondiale, avec les opérations militaires dans l'océan Pacifique contre le Japon, la base navale de San Francisco fournit des milliers d'emplois directs et indirects. Dans les années 1960, les activités portuaires déclinent. C'est le port d'Oakland qui prend alors le relais. Les PME sont une force majeure dans l'économie de San Francisco, puisque d'après la Chambre de Commerce de la ville, près de 90 % des entreprises san-franciscaines comptent moins de 100 salariés.
San Francisco est l'une des rares villes américaines à imposer son propre salaire minimum, prenant précédent sur celui de l'état, qu'il dépasse. En novembre 2006, les électeurs san-franciscains ont également approuvé une mesure qui instaurerait des congés maladie obligatoires pour les employeurs de la ville, à la hauteur d'une heure maladie par 30 heures travaillées.

### Tourisme
Le tourisme est l'activité économique principale de San Francisco, qui compte parmi les dix principales destinations américaines mais est également en tête du palmarès des villes américaines les plus durables de Lawn Starter basé sur des critères de développement durable, pollution, transports et production alimentaire, devant
Boston (Massachusetts), New York, Oakland (Californie)
San Diego (Californie), San Jose (Californie), Seattle, Baltimore (Maryland)
Sacramento (Californie), Los Angeles (Californie), soit six villes de Californie sur dix. San Francisco est la 5e ville américaine qui attire le plus de touristes étrangers. Fisherman's Wharf est la troisième attraction touristique des États-Unis. D'après The Economist, la ville a été visitée en 2004 par quelque 15 millions de touristes, rapportant 6,7 milliards de dollars, puis a reçu 15,8 millions de touristes, deux ans plus tard, en 2006. Ces très nombreux visiteurs de toutes nationalités ont engendré des revenus de 7,8 milliards de dollars. Les touristes français privilégient les grandes villes américaines : ainsi, sur les vingt premières destinations touristiques des Français, cinq sont américaines. La première est New York, la cinquième San Francisco et la huitième Las Vegas. Grâce à ses infrastructures (Moscone Center), la ville se classe dans les dix premières places pour les conventions et les conférences en Amérique du Nord.

### Finances et banques
L'héritage de la ruée vers l'or a fait de San Francisco le centre financier et bancaire principal de la côte Pacifique des États-Unis. Dans la foulée, plusieurs banques voient alors le jour et administrent les richesses de la ruée et de l'argent extrait à Comstock Lode au Nevada dans les années 1850 et 1860. Entre autres, Amadeo Giannini fonde la Bank of Italy qui deviendra plus tard la Bank of America.
Avec plus de 30 institutions financières internationales, sept sociétés classées au Fortune 500, San Francisco est considérée comme l'une des dix villes mondiales et se place au 18e rang mondial des villes les plus riches et au 15e rang mondial des places financières, selon le Global Financial Centres Index,.
Montgomery Street dans le centre financier est souvent considéré comme le « Wall Street de l'Ouest ». Il est le siège du 12e district de la Réserve fédérale et des institutions Wells Fargo Charles Schwab Corporation et Visa. De nombreuses autres banques, institutions financières et sociétés de capital risque y ont élu domicile afin de pouvoir y faire affaire avec les firmes de Silicon Valley.
Bank of America a été fondée à San Francisco dans les années 1960 et son siège social occupe l'immeuble du 555 California Street.

### Haute technologie
Au cours des années, San Francisco s'est progressivement imposée comme un pôle de compétence dans les secteurs des biotechnologies, de la biomédecine et l'informatique. En mai 2005, San Francisco est choisie pour héberger le siège du programme de recherche californien de cellules souches. Le plus gros de ces industries se concentre dans le quartier de Mission Bay, dans le sud-est de la ville. Le CBD abrite plusieurs sièges sociaux : McKesson, une entreprise de médicaments, qui se classait au 15e rang des entreprises mondiales par le chiffre d'affaires en 2009 ; Pacific Gas and Electric Company dans le secteur de l'électricité et du gaz ; la chaîne de magasins de vêtements Gap.
Plus récemment dans le secteur informatique, la société Twitter Inc. a implanté son siège social au cœur de la ville. De nombreuses autres startups ont suivi le mouvement comme la société Square, Inc.
Les quartiers de SOMA et de Mission hébergent aujourd'hui deux incubateurs de startups et la ville cherche à attirer les talents de la Silicon Valley par des mesures fiscales incitatives.
Selon l’enquête de Hired, 60 % des salariés du secteur de la tech installés à San Francisco souhaitent quitter la ville.

## Voies de communication et transports

### Réseau routier

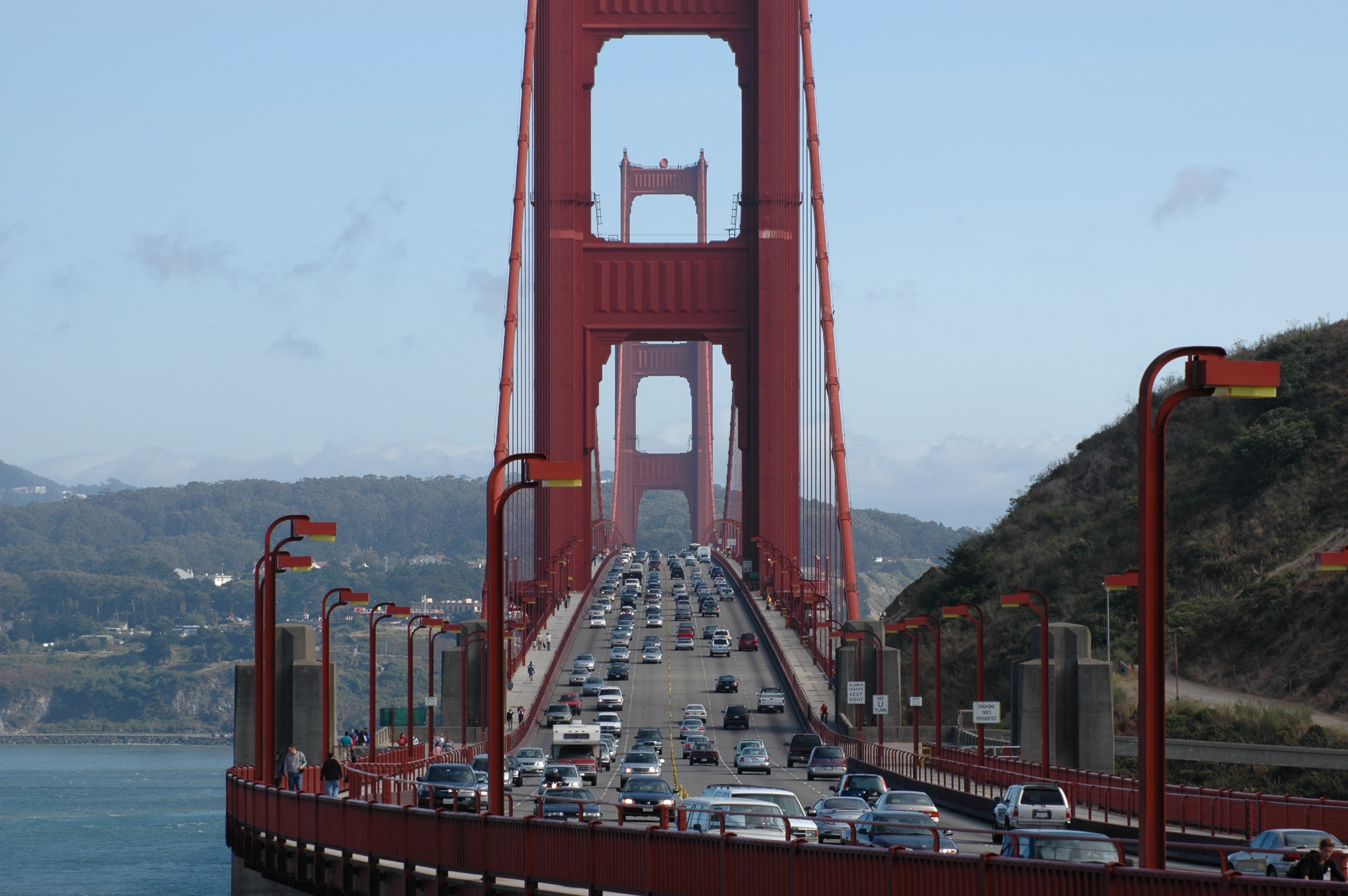
Le Golden Gate Bridge.

En raison des contraintes géographiques (collines, site de péninsule) et de l'opposition des San-Franciscains à la construction d'autoroutes urbaines à la fin des années 1950, San Francisco est l'une des rares métropoles américaines à avoir des artères urbaines plutôt que de nombreuses voies express.
Le Bay Bridge, récemment rénové (2013), est l'unique axe routier rejoignant directement San Francisco à l'est de la baie via Treasure Island. De la même façon, le célèbre pont du Golden Gate, rejoint San Francisco au comté de Marin, au nord de la baie.
Les axes routiers principaux dans San Francisco sont l'Interstate 80, qui commence sur le Bay Bridge et continue vers l'est, l'U.S. Route 101, qui prolonge l'Interstate 80 vers le sud vers Silicon Valley. Dans sa direction nord, l'US 101 se confond avec deux des artères principales de la ville, Van Ness Avenue et Lombard Street pour ensuite suivre le Golden Gate Bridge et traverser le comté de Marin. L'Interstate 280 commence dans South of Market vers l'ouest et bifurque ensuite vers le sud vers Silicon Valley et la Highway 1 et via Park Presidio Boulevard à travers l'ouest de la ville. Après le séisme de 1989, les autorités municipales ont décidé de détruire l'Embarcadero Freeway ainsi qu'une partie de la Central Freeway et de les convertir en boulevards urbains.
La California State Route 35 qui traverse la majeure partie de la péninsule de San Francisco le long des monts Santa Cruz, entre dans la ville par le sud avec le Skyline Boulevard et se termine à son intersection avec la Highway 1. La California State Route 82 (en) arrive à San Francisco par le sud avec Mission Street, suit la route historique du Camino Real et se termine à la jonction avec l'autoroute 280. Le terminus occidental de la route historique Lincoln Highway se trouve dans le Lincoln Park. Les principales artères est-ouest sont le Geary Boulevard (en), le Lincoln Way, la Fell Street, Portola Drive et Market Street.

### Transports en commun

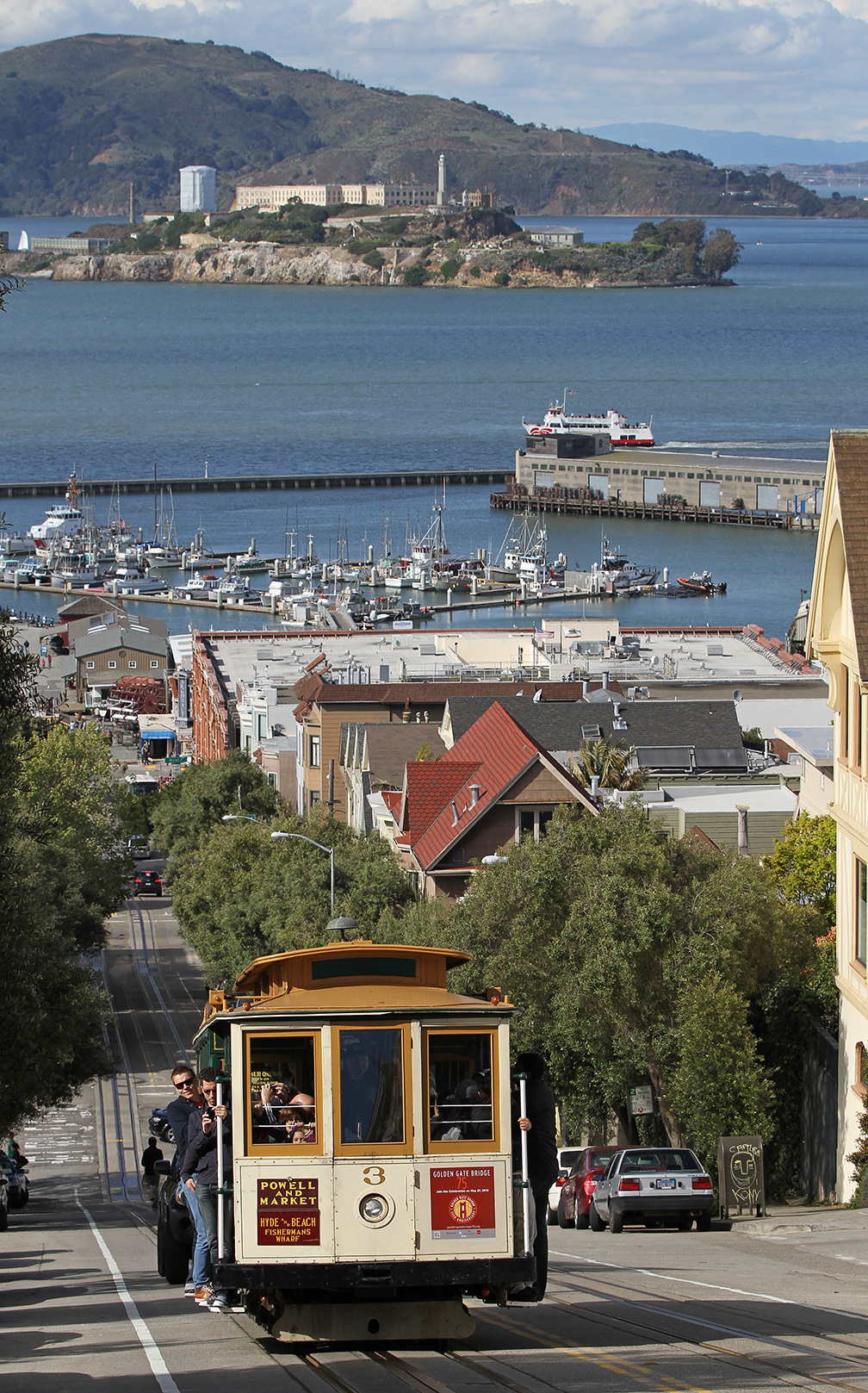
Le en montant Hyde Street. Alcatraz et la baie de San Francisco à l'arrière-plan.

San Francisco a probablement le réseau de transport public le plus dense sur la côte occidentale des États-Unis. C'est aussi l'un des réseaux les plus utilisés, puisque 32 % des San-Franciscains l'empruntent quotidiennement, ce qui classe la ville au premier rang de la côte ouest et au troisième rang des États-Unis. Le réseau de transport public municipal, Muni, est géré par la ville. Il comprend le réseau de tramways de la ville (notamment en métro léger), y compris les 'cable cars' si appréciés des touristes, et un réseau de bus et trolleybus. Muni est le septième plus grand réseau de transport public des États-Unis avec 210 848 310 voyages en 2006. L'ensemble de la région est desservie par un réseau ferroviaire express, BART (Bay Area Rapid Transit), inauguré en 1974, qui relie San Francisco à l'est de la baie par un tunnel (le Transbay Tube) et au nord du comté de San Mateo, où se situe notamment l'aéroport international de San Francisco. Caltrain est une ligne ferroviaire dont le terminus san-franciscain est dans le quartier de SOMA. La ligne, qui relie San Francisco à la ville de Gilroy, via San José, suit plus ou moins en parallèle l'avenue El Camino Real, et dessert de nombreuses gares le long de la péninsule de San Francisco. Il existe plusieurs lignes régionales de cars dont le terminus est le Transbay Transit Center. La compagnie ferroviaire Amtrak propose une navette en bus entre San Francisco et la gare d'Emeryville, située de l'autre côté de la baie. Un projet de train à grande vitesse, accepté par les Californiens lors du référendum du 6 novembre 2008 reliera San Francisco à Anaheim, dans l'agglomération de Los Angeles, soit une distance de 1 300 km. La bicyclette est un mode de transport apprécié des San-Franciscains, 75 000 habitants l'utilisant chaque jour. Le système de vélos en libre-service Bay Area Bike Share a été mis en place en 2013 et compte pas moins de 104 stations et 1 040 vélos fournis par une l'entreprise canadienne PBSC Solutions Urbaines. Enfin, une modeste flotte de ferries fait la navette entre le quartier The Embarcadero et le comté de Marin, Oakland, Vallejo et le comté de Solano. Les principales stations sont situées dans le Ferry Building et au Pier 39.

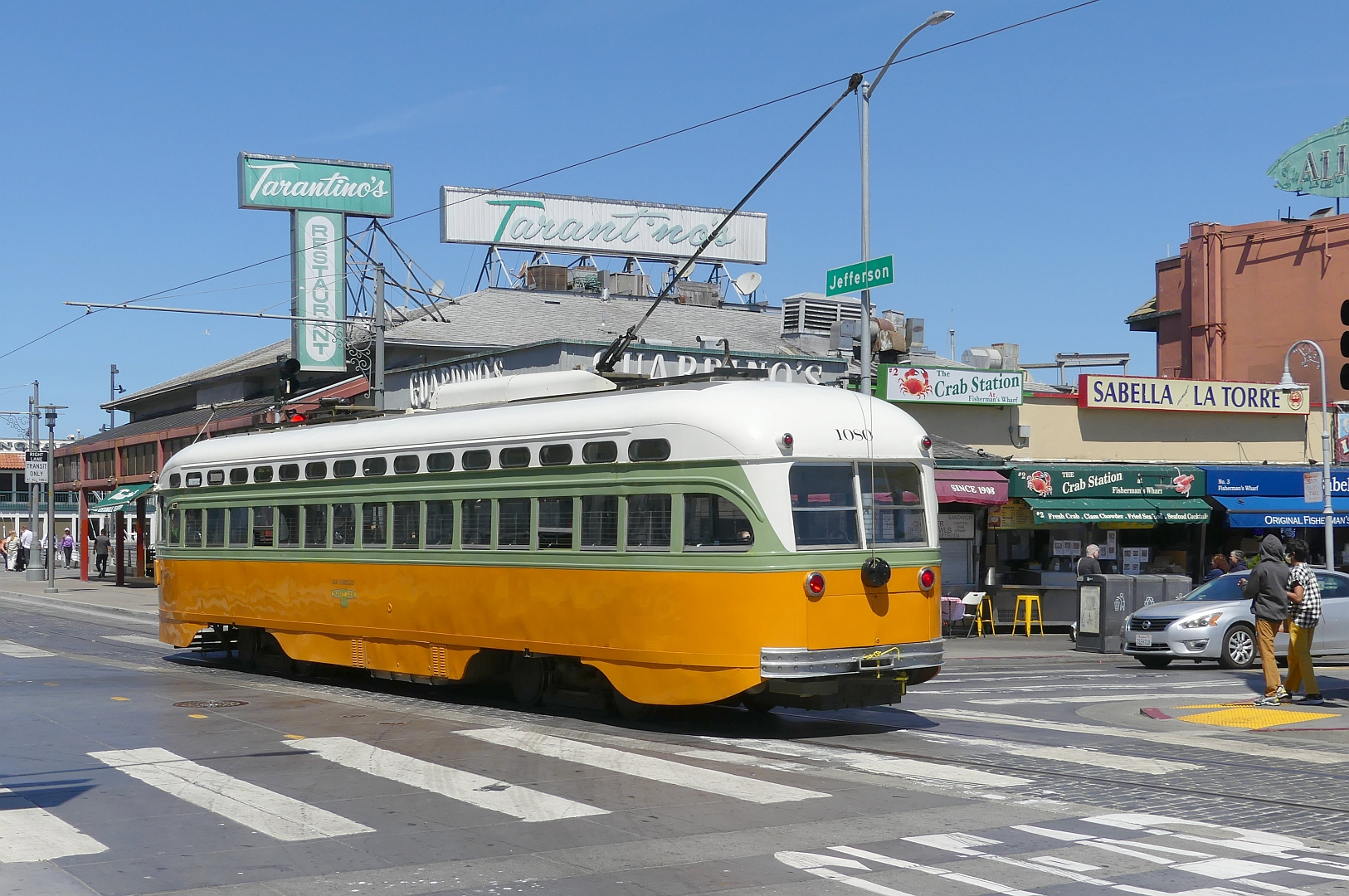
Un tramway de la ligne F Market & Wharves, à Fisherman's Wharf.

Le coût d'utilisation du réseau reste toutefois assez élevé. Il faut compter 3 $ pour un ticket de bus, 9 $ pour un accès unique aux cable-cars, 23 $ pour un abonnement à la journée et 70 à 83 $ pour un abonnement mensuel. Ces formules ne permettent qu'un accès au seul territoire de la ville de San Francisco dans la mesure où la ville se confond avec le comté (les comtés sont les autorités organisatrices des transports en commun aux États-Unis) contrairement à l'agglomération de Los Angeles regroupée dans un seul et même comté. Pour rejoindre les villes voisines, il faut acheter d'autres tickets ce qui additionne à chaque fois les coûts. Les tickets MUNI ne sont pas non plus utilisables sur les autres réseaux de transports en commun que sont le Golden Gate Bridge, Highway and Transportation District ou le BART et ce même sur le territoire de la ville de San Francisco (sauf abonnements longue durée). La compréhension de la tarification du réseau de transports en commun s'avère d'ailleurs très peu aisée pour les touristes contrairement aux autres métropoles des États-Unis.

### Transport aérien

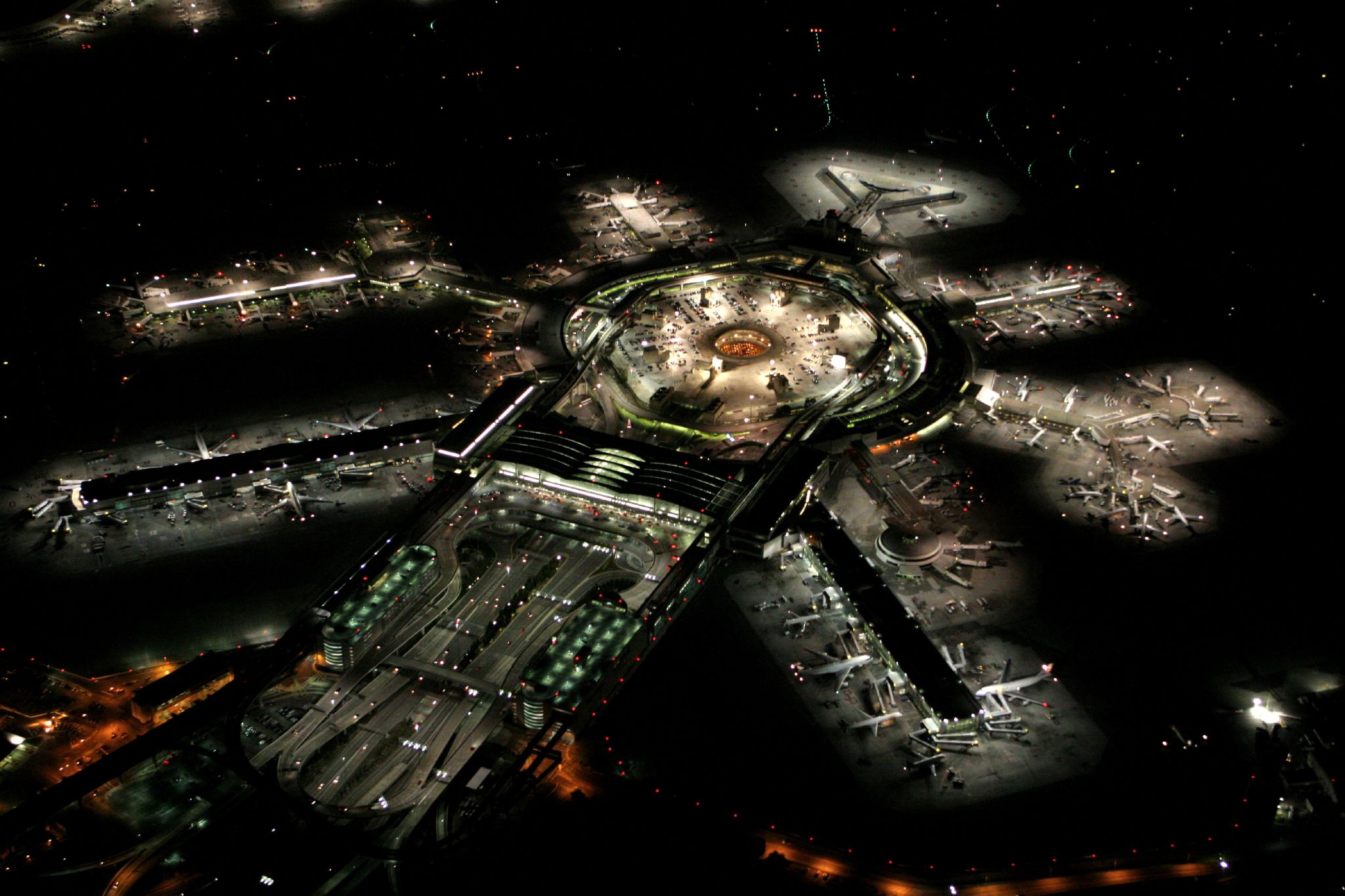
Vue aérienne de l'aéroport de San Francisco, de nuit.

L'aéroport international de San Francisco (SFO) (en anglais, San Francisco International Airport) se situe à 12,9 km au sud de la ville, dans le comté de San Mateo, au bord de la Baie de San Francisco. C'est le deuxième plus gros aéroport en Californie, après celui de Los Angeles, et se classe 23e mondial pour le trafic de passagers en 2010. Il est connecté au réseau ferroviaire BART et via BART ou navette à Caltrain. Il est sous la juridiction du comté et de la ville de San Francisco.
L'aéroport de San Francisco est un hub important pour les compagnies américaines United Airlines et Virgin America. Il détient le plus grand terminal international d'Amérique du Nord. Les deux autres aéroports principaux de l'agglomération sont l'aéroport international d'Oakland, à 32,2 km à l'est de San Francisco, et l'aéroport international de San José, à 70,8 km au sud-ouest.

### Transport maritime
Le port de San Francisco était autrefois le plus large et le plus fréquenté de la côte occidentale américaine, mais ce titre est désormais détenu par les ports de Los Angeles et Long Beach. Même si la baie de San Francisco reste une destination portuaire importante, c'est désormais le port d'Oakland qui accueille la plupart des cargos, disposant de plus d'espace et d'une meilleure infrastructure, notamment pour accueillir les porte-conteneurs. Le trafic total de marchandises dans le port de San Francisco était de 1 088 272 tonnes en 2011.
Comme nombre de vieux ports américains, celui de San Francisco a été construit à base de pontons (piers) perpendiculaires à la côte. Le cargo était ensuite déchargé par grues et transporté manuellement vers des hangars construits sur les quais. C'est à travers ces pontons que transita le très important commerce du bois de la côte occidentale.
L'avènement de l'ère des conteneurs sonna le glas du port de San Francisco, qui n'était pas équipé pour ce type de cargo. Nombre de ses hangars devinrent obsolètes et restèrent à l'abandon jusqu’à leur récente reconversion en bureaux, centres commerciaux ou espaces d'exposition. Le port de San Francisco continue à être actif, mais ses activités sont désormais limitées aux ferries qui transitent à partir du Ferry Building, à la plaisance et au tourisme. Le Pier 39 accueille un centre commercial touristique et les vaisseaux de croisière : le port de San Francisco accueille chaque année entre 60 et 80 paquebots et 200 000 passagers. Les croisières passant par San Francisco vont vers l'Alaska et le Mexique. Une rénovation des Piers 27-31 est en projet.

## Sports
San Francisco accueille plusieurs équipes professionnelles. L'équipe de football américain des 49ers de San Francisco, qui évolue en National Football League (NFL), est la plus renommée et la plus ancienne de la ville. Cette équipe a débuté en 1946 et joue de 1971 à 2013 dans le Candlestick Park. Depuis 2013, l’équipe évolue au Levi's Stadium à Santa Clara. Elle a connu son apogée dans les années 1980 et 1990 en remportant cinq titres du Super Bowl grâce à des joueurs comme Joe Montana, Steve Young, Ronnie Lott ou encore Jerry Rice. En 2006, les propriétaires de l'équipe ont annoncé leur intention de déménager en 2015 l'équipe à Santa Clara, toujours en Californie, bien que l'équipe conservera son nom en référence à San Francisco.

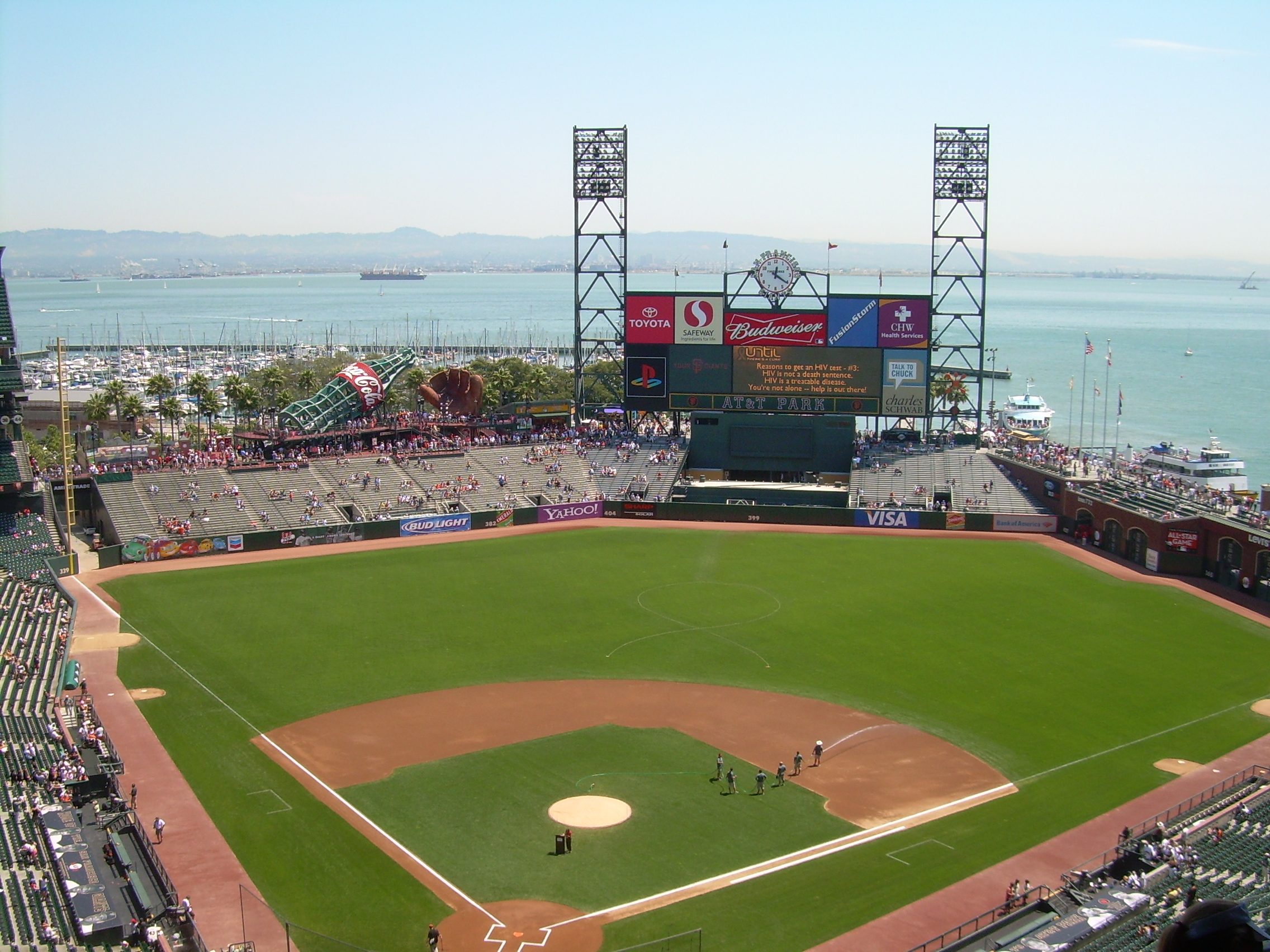
L'Oracle Park, l'antre des Giants de San Francisco, est consacré au baseball.

L’équipe de baseball des Giants de San Francisco, qui évolue en Ligue majeure de baseball (LMB), est l'autre équipe phare de la ville. La franchise fut créée à New York et y resta jusqu'au déménagement à San Francisco en 1958. Bien que bénéficiant de joueurs importants tels que Willie Mays, Willie McCovey et Barry Bonds, le club a attendu 52 années jusqu'à son premier titre Série mondiale en 2010, pour ensuite en remporter deux autres en 2012 et en 2014. Depuis 2000, les Giants jouent à l'Oracle Park, que les San-Franciscains continuent d'appeler Pac Bell Park. Ce stade de plus de 41 000 places fait partie du projet de rénovation de South Beach (en) et de Mission Bay.
En basket-ball, l'équipe des Warriors font également la gloire de la ville depuis plusieurs années (4 titres NBA depuis 2015).
Il y a également d'autres équipes professionnelles telles que le Victory de la Californie (Première division des United Soccer Leagues) ou les Deltas de San Francisco (North American Soccer League) pour le football, les Dragons de San Francisco (Major League Lacrosse) pour la crosse et les Pilotes de San Francisco (American Basketball Association, Red Conference) pour le basket-ball[réf. nécessaire], et les Bulls de San Francisco, dans l'ECHL.
La ville compte aussi plusieurs équipes universitaires, parmi lesquelles les Dons de l'université de Californie à San Francisco qui jouent en Division I de la National Collegiate Athletic Association (NCAA) et qui ont gagné le championnat en 1955 et 1956 à lépoque de Bill Russell, les Rams du City College of San Francisco et les Gators de l'université d'État de San Francisco et les Urban Knight de l'Academy of Art University qui sont en Division II de la NCAA. La coupe Redbox Bowl de la ligue de football américain NCAA se tient à San Francisco chaque mois de décembre.
La course à pied Bay to Breakers (en) a lieu chaque année depuis 1912. Elle est l'occasion pour certains participants d'y courir en costumes. Le marathon de San Francisco a lieu chaque année au mois de juillet, et inclut traditionnellement une boucle qui comprend le pont du Golden Gate. Le triathlon Escape from Alcatraz a lieu depuis 1980 annuellement. L'Olympic Club, fondé en 1860, est le plus ancien club d'athlétisme aux États-Unis. Son parcours de golf privé, situé sur la frontière avec Daly City, a accueilli l'US Open de golf à cinq reprises. Le parcours public de golf, le TPC Harding Park, est une étape occasionnelle sur le PGA Tour.
La Route de l'Or est une compétition nautique qui relie New York à San Francisco sans escale. San Francisco sera l'hôte de la Coupe de l'America 2013.
Avec un climat idéal pour les activités de plein air, San Francisco a de vastes ressources et possibilités pour la pratique du sport amateur et les loisirs. Il y a plus de 320 kilomètres de voies et pistes cyclables dans la ville et le cyclisme se développe. The Embarcadero et Marina Green sont des lieux favorables à la pratique du skateboard. De vastes installations publiques de tennis sont disponibles dans le parc du Golden Gate et le Dolores Park, ainsi que de plus petites à travers la ville. Le nautisme, la planche à voile et le kitesurf sont parmi les activités les plus populaires sur baie de San Francisco, et la ville conserve un port de plaisance dans le Marina District.

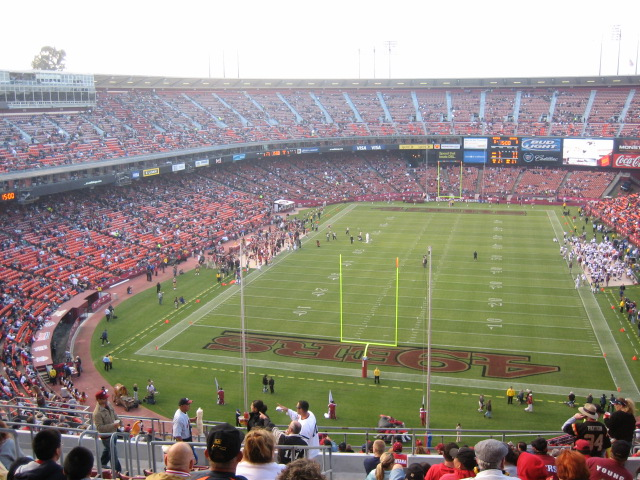
Le Candlestick Park.
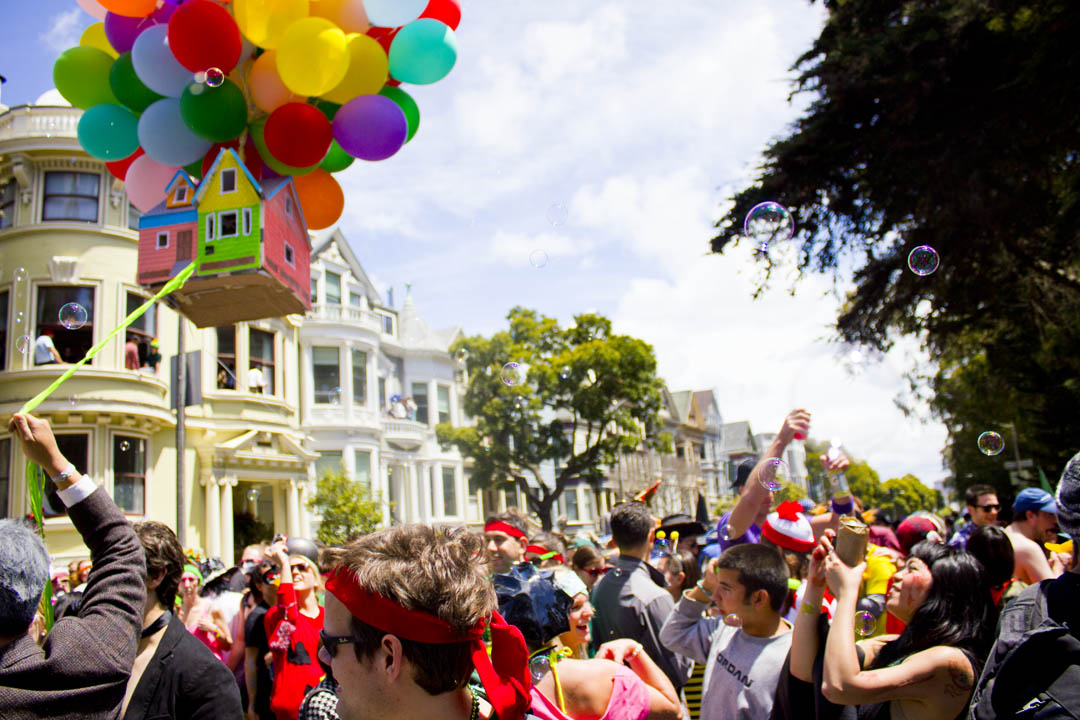
Bay to Breakers (en) 2011.

## Culture

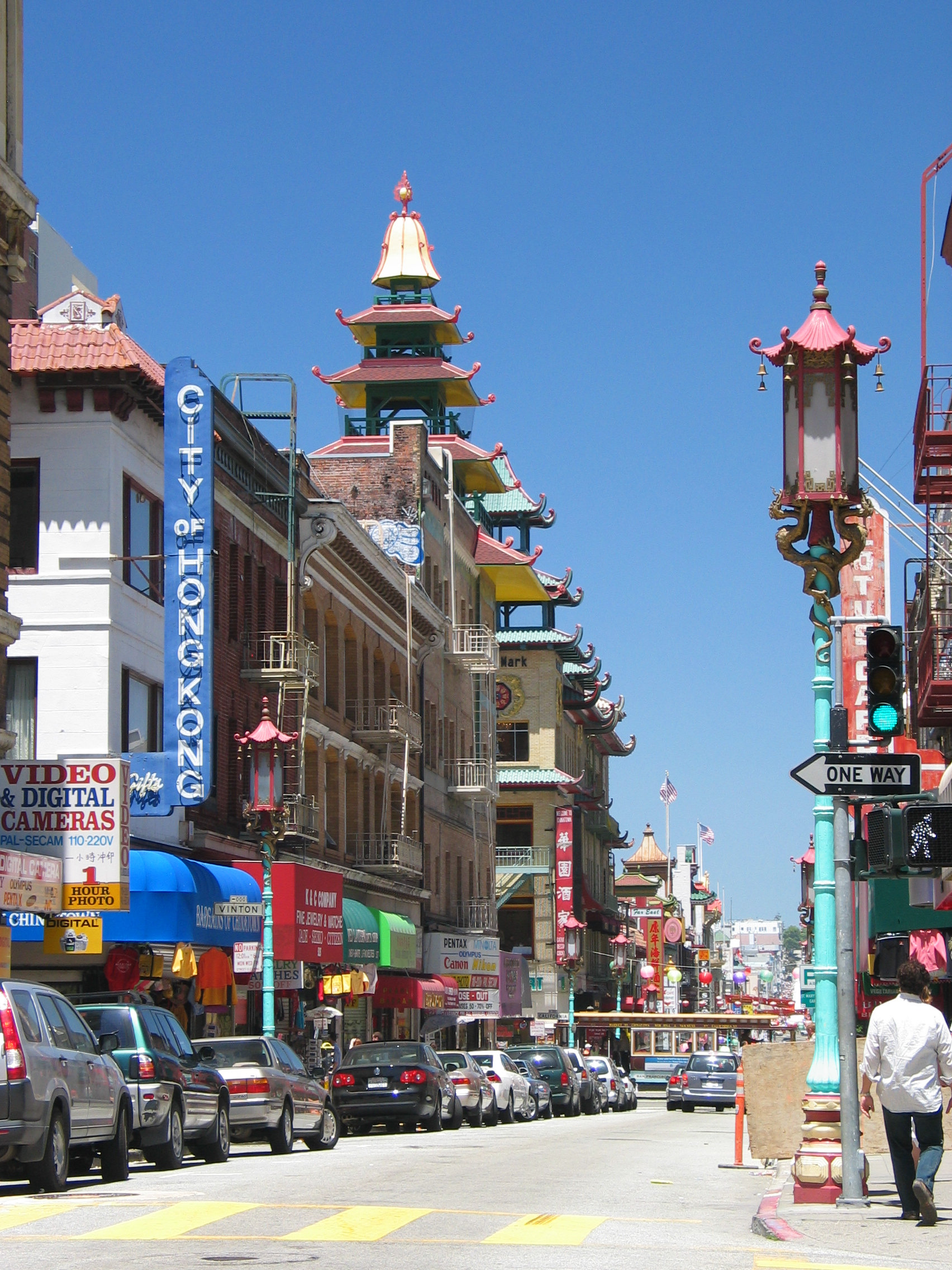
Le Chinatown de San Francisco.

Dans les années qui ont suivi la Seconde Guerre mondiale, San Francisco a accéléré sa transformation en un pôle de cultures et modes de vie alternatifs. Les mouvements qui ont contribué à cette évolution sont nombreux : la Beat Generation, incarnées par les beatniks (un terme né de la plume de l'éditorialiste local Herb Caen), la Renaissance de San Francisco des années 1950, la culture hippie, la libération sexuelle, les droits civiques homosexuels et le fameux « Été de l'Amour » dans le quartier de Haight-Ashbury dans les années 1960.
Les liens de San Francisco avec l'Asie sont déterminants pour comprendre la ville : la communauté chinoise est l'une des plus importantes d'Amérique du Nord ; San Francisco a le deuxième Chinatown le plus peuplé des États-Unis derrière celui de New York. La ville est notamment jumelée avec Shanghai et a développé des liens étroits avec la culture asiatique : la célébration du Nouvel An chinois, le Musée d'Art asiatique et le jardin japonais du parc du Golden Gate témoignent de cette relation. En 1975, une exposition temporaire de vestiges archéologiques chinois avait attiré quelque 800 000 visiteurs en deux mois.

### Dénominations
Les habitants de la région de San Francisco désignent généralement la ville tout simplement par the City (qui signifie littéralement la Ville) et l'ensemble de la métropole par Bay area ou the Bay (qui signifie littéralement la région de la Baie ou simplement la Baie). San Francisco est parfois poétiquement appelée en anglais The City by the Bay, et l'éditorialiste san-franciscain Herb Caen l'a aussi baptisée Baghdad by the Bay et The City that Knows How. Les habitants de la région de la Baie n'utilisent jamais le surnom de Frisco, que seuls les touristes semblent affectionner. San Fran n'est pas non plus très populaire chez les San-Franciscains, qui en revanche abrègent le nom de la ville par ses initiales, « SF ».

### Lieux culturels et patrimoine

#### Architecture et monuments

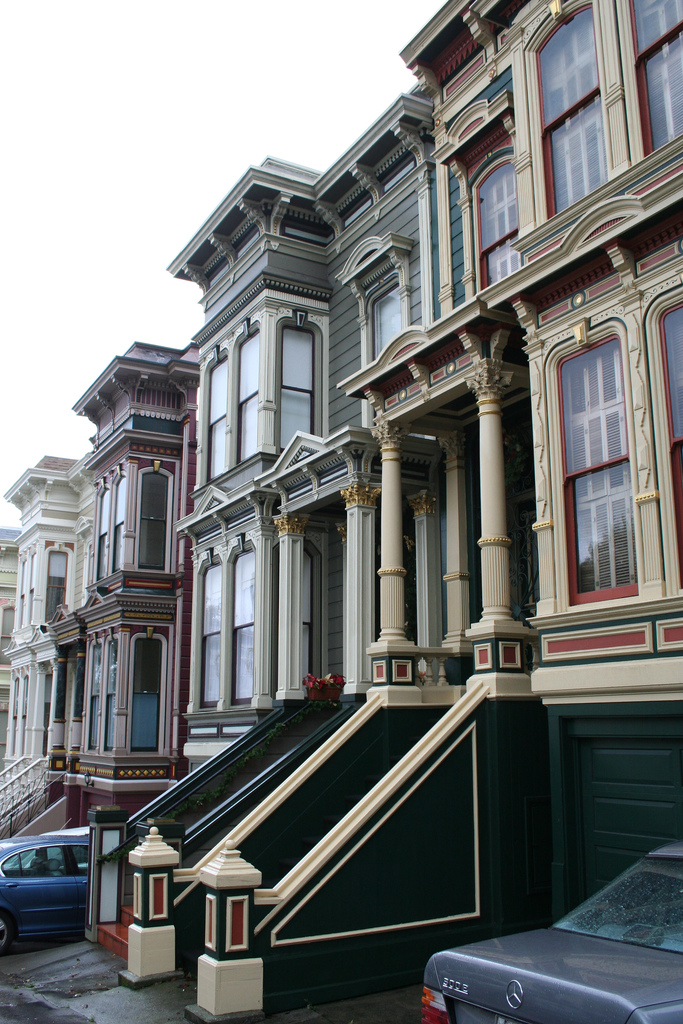
Maisons de San Francisco.

La géographie particulière du site de San Francisco a conditionné de nombreux aménagements qui marquent aujourd'hui la ville : les ponts comme le pont du Golden Gate en sont l'exemple le plus significatif. En raison de sa position stratégique, des structures à but défensif ont été érigées comme Fort Point dans les années 1860. Les bâtiments anciens sont rares à San Francisco car la ville a été fondée tardivement et a été en grande partie détruite par l'incendie qui suivit le séisme de 1906. La Mission San Francisco de Asís est l'un des plus vieux bâtiments de la ville. De nombreux quartiers sont marqués par l'architecture civile victorienne de la deuxième moitié du XIXe siècle comme Nob Hill ou Haight-Ashbury : ils sont composés de maisons mitoyennes en bois et peintes de couleurs vives appelées painted ladies. Le style Beaux-Arts est bien représenté avec les édifices du Civic Center (hôtel-de-ville, opéra, bibliothèque) et de l'Exposition universelle de 1915 (Palace of Fine Arts). L'influence européenne se retrouve également dans l'architecture du Ferry Building (1898). Parmi les monuments les plus visités de San Francisco, la Coit Tower est une tour de style Art déco construite dans les années 1930, à la même époque que le pont du Golden Gate. L'installation de diverses communautés à San Francisco se lit dans l'architecture : immeubles de style chinois dans le Chinatown, pagodes japonaises du jardin de thé. À cause des tremblements de terre, les constructions de la ville doivent être consolidées ou élaborées selon des normes parasismiques comme c'est le cas pour les gratte-ciel du centre des affaires. L'architecture contemporaine est bien représentée à San Francisco qui se veut une ville d'avant-garde : achevée en 1972, la Transamerica Pyramid avait suscité bien des débats en raison de sa forme originale. Elle n'est plus le plus haut bâtiment de la ville avec 260 mètres de hauteur, depuis que le bâtiment abritant les locaux de l'entreprise de Marc Benioff a ravi ce titre. La préoccupation écologique marque aussi les dernières réalisations architecturales : ainsi Renzo Piano a dessiné les plans de l'Académie des sciences de Californie (2008) en suivant des normes environnementales strictes.

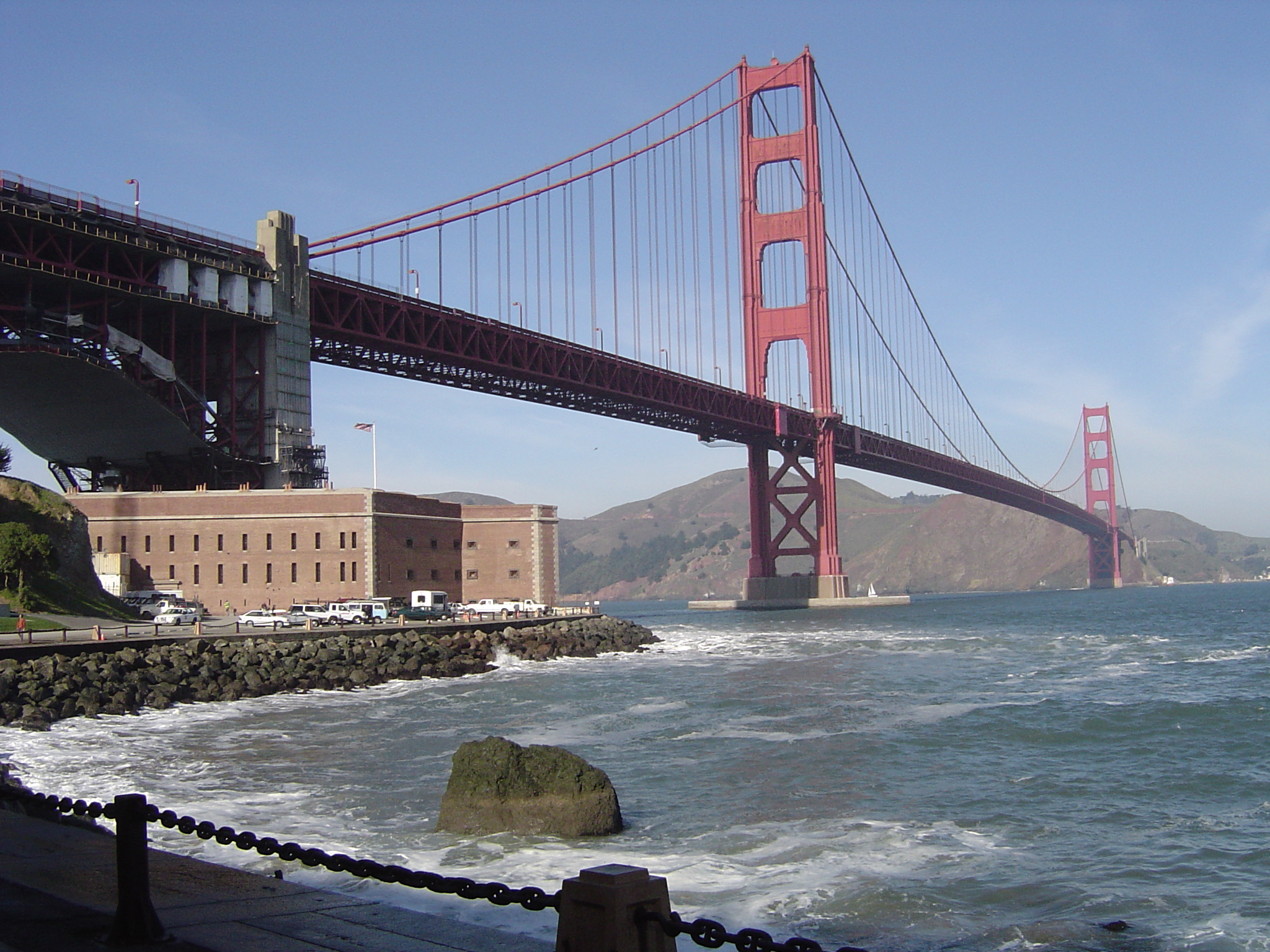
Fort Point et le Golden Gate Bridge.
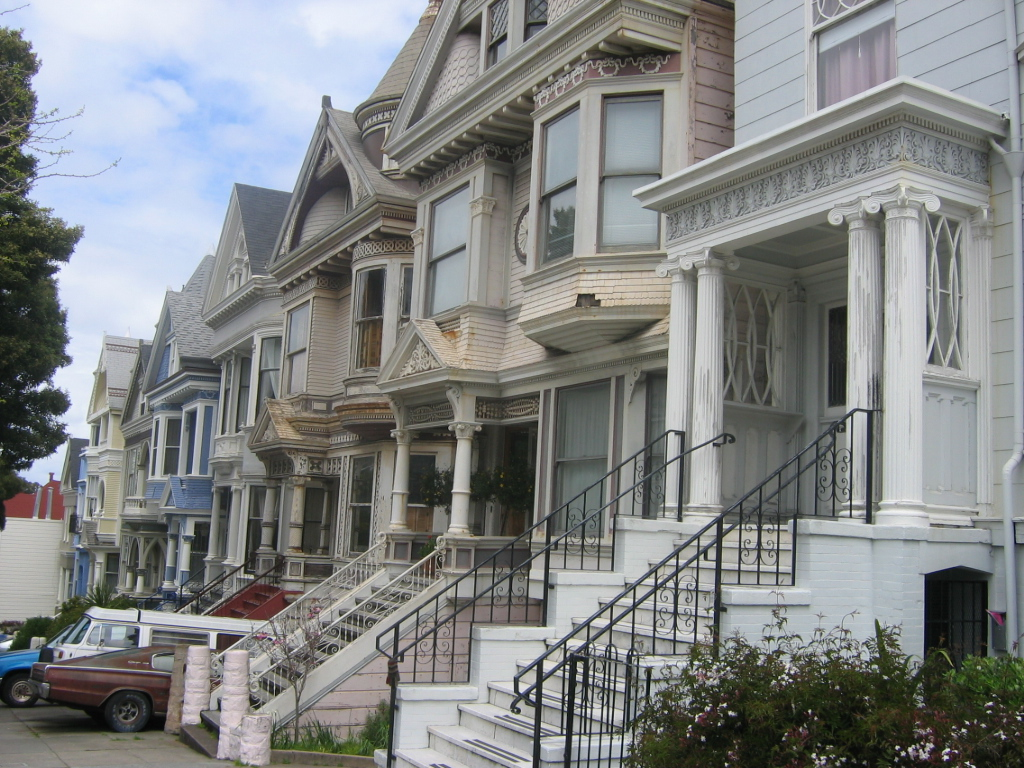
Maisons mitoyennes de style victorien.
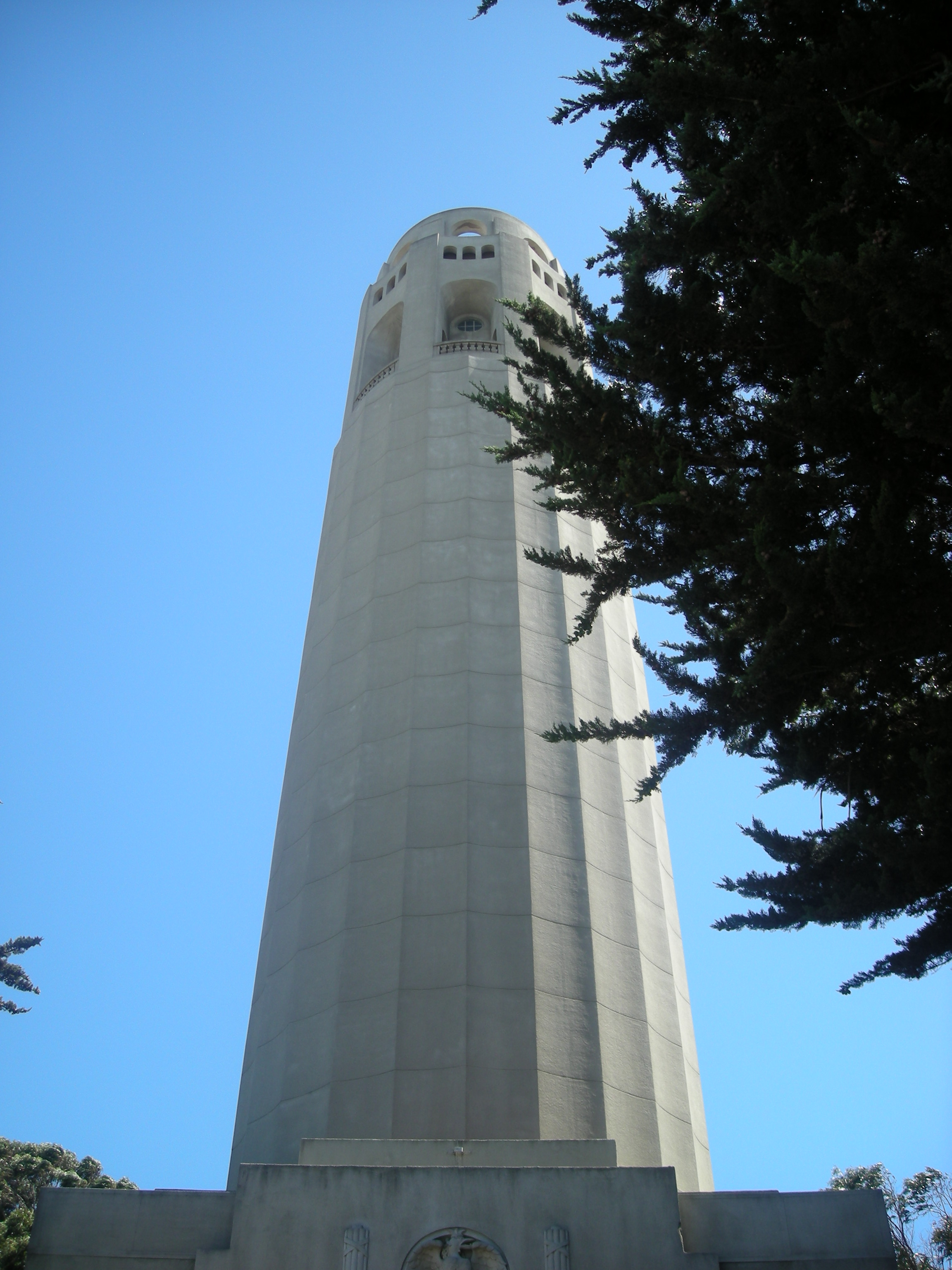
Coit Tower.
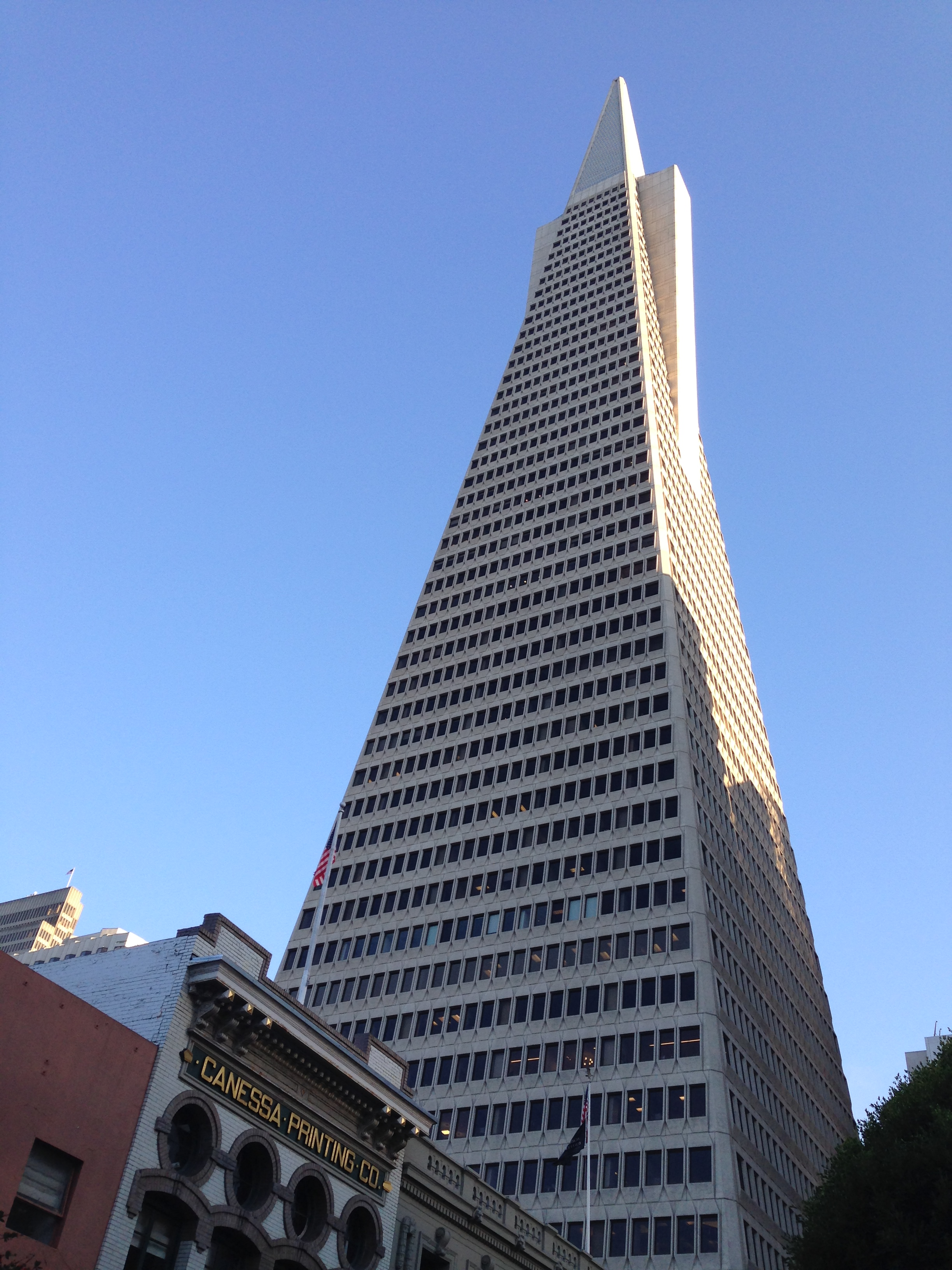
Transamerica Pyramid Tower.
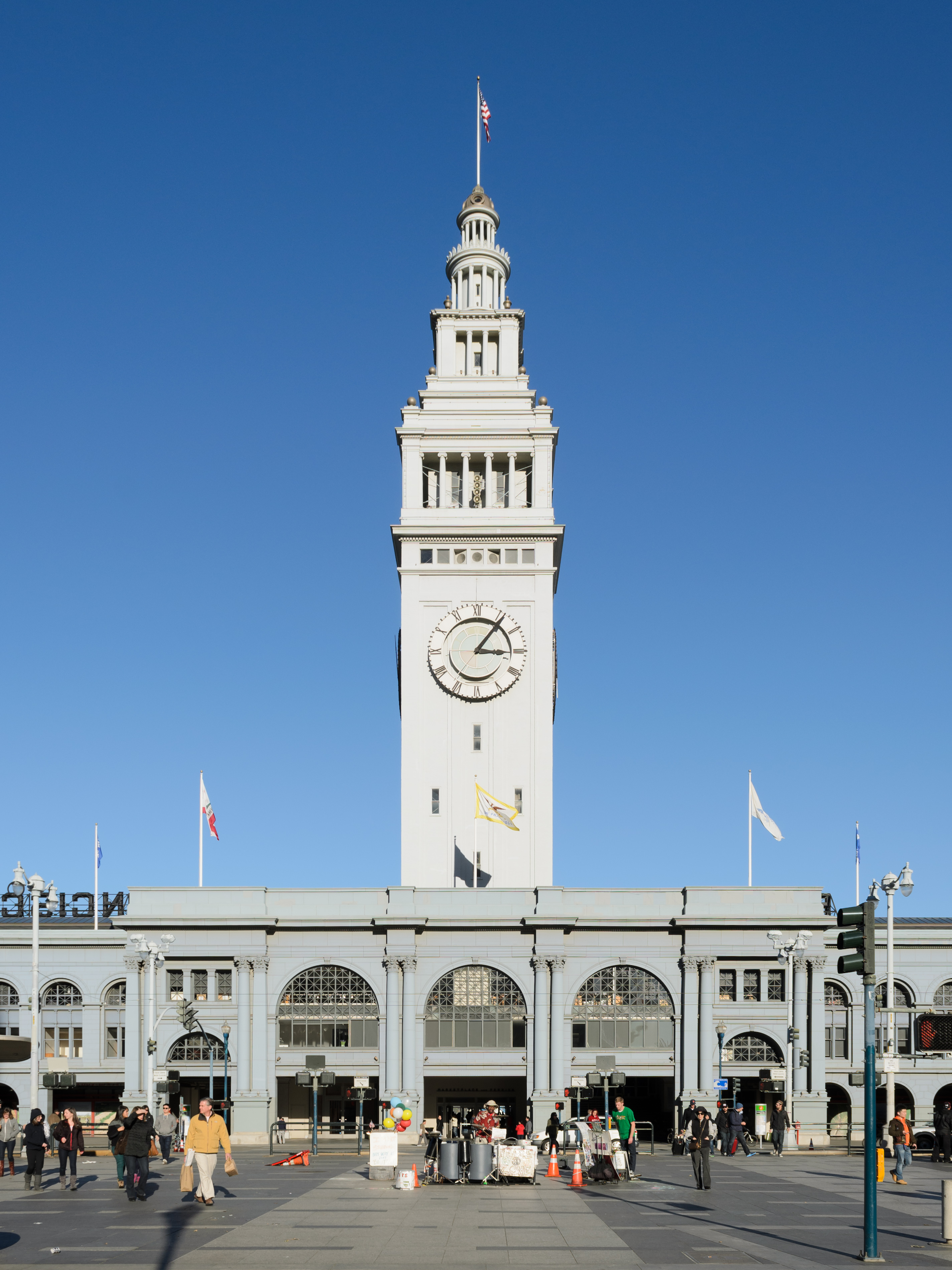
Ferry Building.

#### Musées
La vie culturelle de San Francisco est particulièrement riche grâce à ses nombreux musées. Le plus ancien est l'Académie des sciences de Californie : fondée en 1853, cette institution est consacrée aux sciences. Après le séisme de 1989, l'académie des sciences a dû intégrer un nouveau bâtiment situé dans le parc du Golden Gate qui abrite des aquariums, un planétarium, un cinéma 3D et des salles d'exposition. Dans le domaine des sciences, l'Exploratorium (1969) est l'un des plus populaires de la ville puisqu'il reçoit chaque année la visite de 550 000 personnes, dont de nombreux élèves de l'agglomération.
Les liens culturels avec l'Asie sont symbolisés par le Musée d'art asiatique. Il s'agit du plus riche musée d'art asiatique du monde après celui de Taïpeh.
Le Musée des Beaux-Arts de San Francisco, est la plus grande institution d'arts de la ville et l'un des plus grands musées de Californie. Il est composé du
- San Francisco De Young Museum (1895), consacré aux arts de l'Amérique, de l'Afrique et du Pacifique, dans le parc du Golden Gate, et du
- California Palace of the Legion of Honor (1924) qui abrite des collections d'art ancien et européen : parmi les 124 000 œuvres[114] de ce musée, Le Penseur d'Auguste Rodin est l'une des plus célèbres. Il est situé dans Lincoln Park.

Le musée américain des relieurs (American Bookbinders Museum), ouvert depuis 2009, est le seul musée d'Amérique du Nord voué à la préservation et à la promotion de l'art et de l'histoire de la reliure occidentale,.
Le musée d'art moderne de San Francisco (SFMOMA) est consacré à l'art contemporain. Il a ouvert ses portes en 1935 et était alors le seul musée de ce type sur la côte ouest des États-Unis. Il abrite quelque 27 000 œuvres d'Henri Matisse, Georges Braque, Jackson Pollock, Andy Warhol, Paul Klee, Marcel Duchamp, Ansel Adams, parmi d'autres.
Des musées plus petits retracent l'histoire de la ville (San Francisco Cable Car Museum, San Francisco Railway Museum (en), Society of California Pioneers (en)), des minorités ethniques (Museum of the African Diaspora (en)) ou des groupes culturels (Contemporary Jewish Museum).
Enfin, la vocation maritime de San Francisco est soulignée par le San Francisco Maritime National Historical Park (1988) qui comprend le musée maritime de la ville et plusieurs navires datant de la fin du XIXe et du début du XXe siècle.

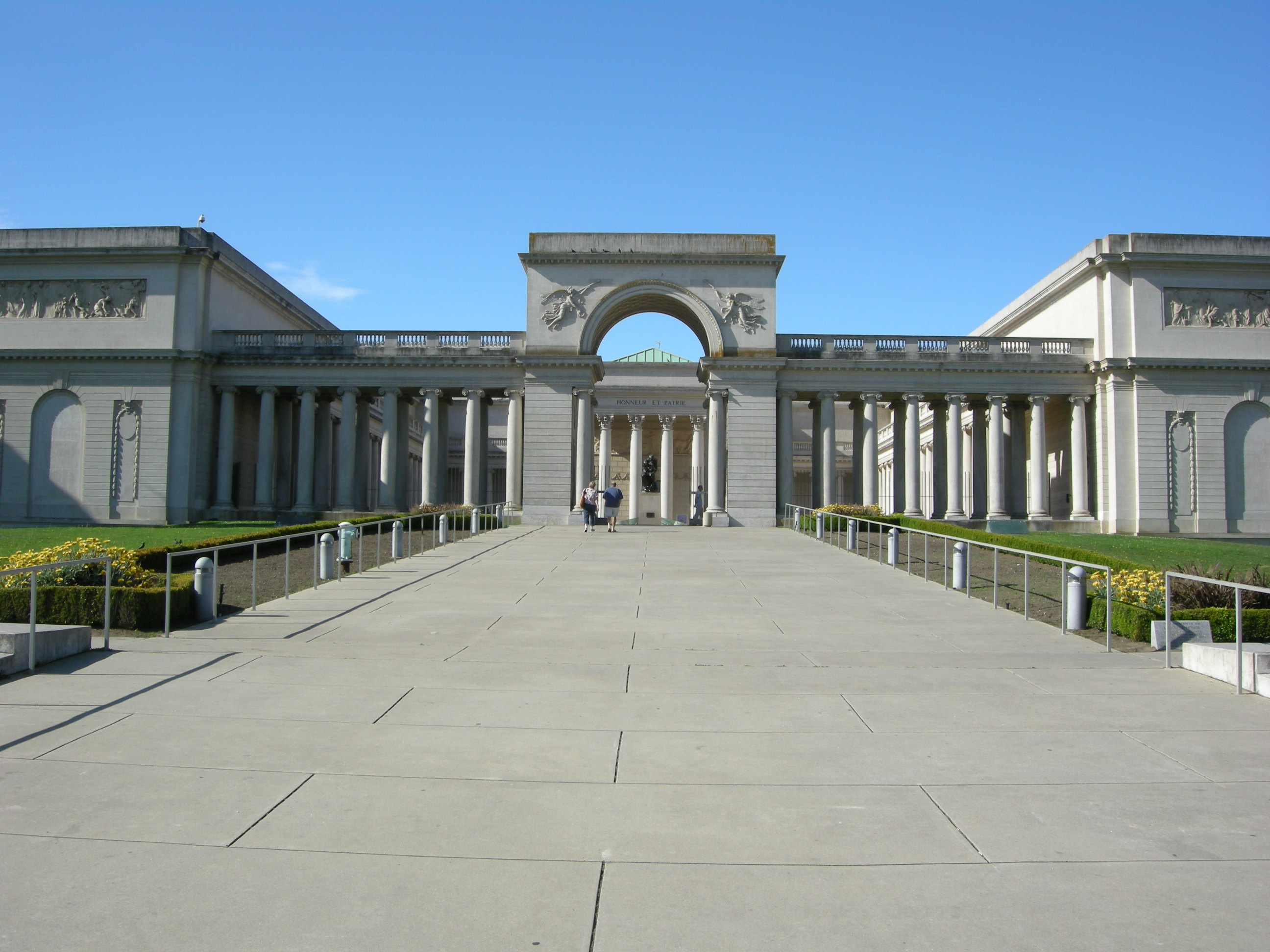
Le California Palace of the Legion of Honor.
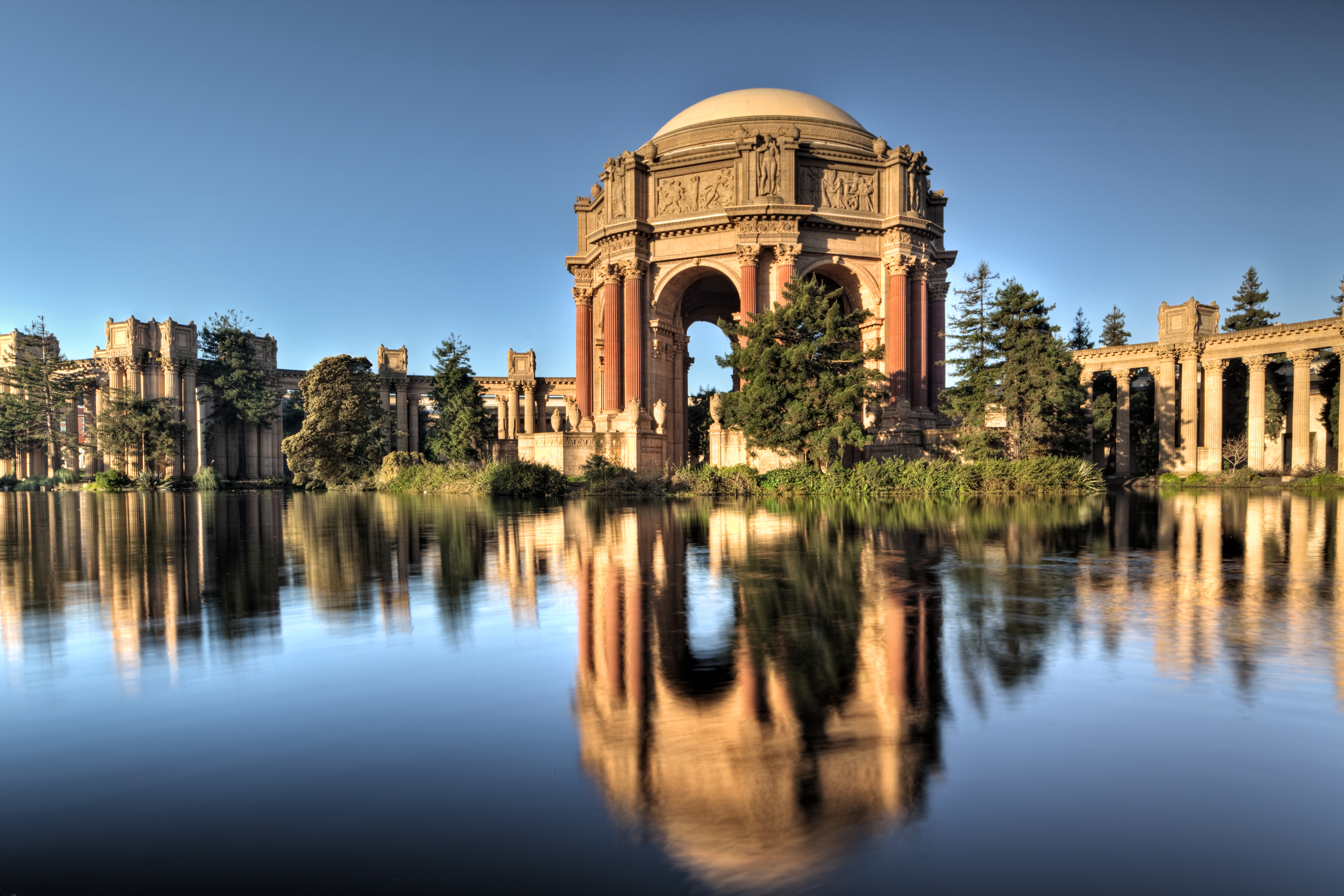
Le Palace of Fine Arts.

#### Bibliothèques
La bibliothèque publique de San Francisco est un réseau de 28 bibliothèques réparties dans les quartiers de la ville et d'une bibliothèque centrale qui se trouve dans le Civic Center. La première bibliothèque municipale de San Francisco ouvre ses portes au public en 1879 sur Bush Street. En 2007, l'ensemble des bibliothèques publiques de San Francisco compte plus de 3,4 millions de documents, dont 1,9 million sont conservés dans la bibliothèque centrale. L'actuel bâtiment qui abrite la bibliothèque centrale a été construit en 1993-1995 et coûta 109,5 millions de dollars. Sa superficie totale est de 35 000 m2 répartis sur six étages et un sous-sol. La nouvelle bibliothèque est deux fois plus grande que l'ancienne, qui avait été endommagée par le séisme de Loma Prieta en 1989.

### Opéras, théâtres, cinémas et salles de spectacles

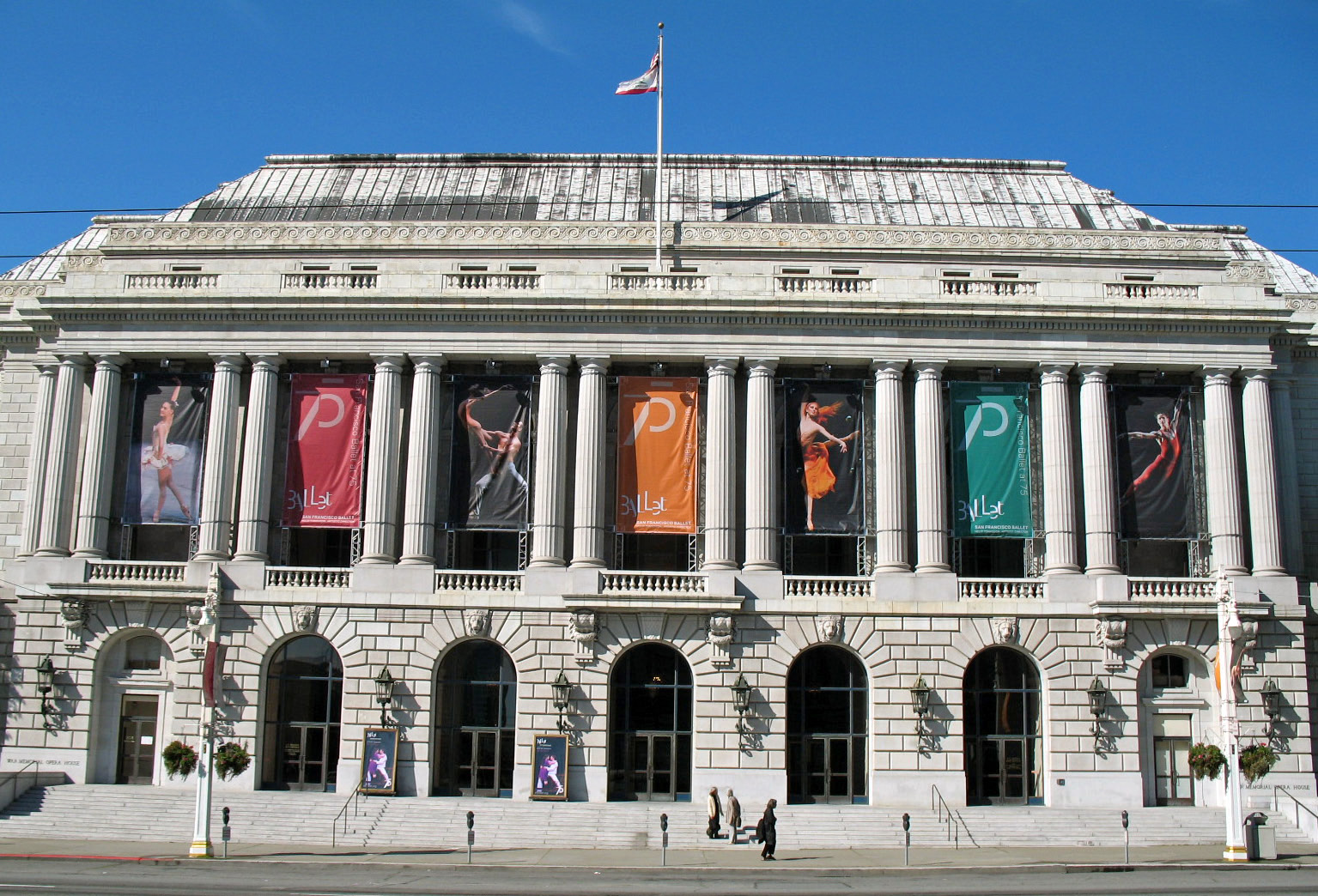
Le en.

La ville comprend de nombreuses salles de spectacles, à commencer par celles de l'Orchestre symphonique de San Francisco, l'Opéra de San Francisco et le Ballet de San Francisco. Créés dans l'entre-deux-guerres, l'opéra et le ballet de la ville comptent parmi les troupes les plus anciennes des États-Unis. La ville est également le siège de l'American Conservatory Theater (en), souvent abrégé A.C.T., une institution majeure de la scène théâtrale de la région de la Baie depuis sa fondation en 1965.
Le Roxie Theater (1909) est le plus ancien cinéma de la ville encore en activité. Le Castro Theatre se distingue par son architecture hispanique des années 1920 : ce cinéma compte actuellement 1 407 places. Le Harding Theatre et le Golden Gate Theatre datent de la même époque.
Le Théâtre Rhinoceros est un théâtre gay et lesbien, destiné à la production de pièces de théâtre par et sur les homosexuels et les lesbiennes.

### San Francisco dans les arts

#### Littérature
Au XIXe siècle, Jules Verne fait passer les héros du Tour du monde en quatre-vingts jours par San Francisco ; il la décrit (sans l'avoir jamais visitée) comme l'archétype de la ville cosmopolite et portuaire :

« Passepartout observait avec curiosité la grande ville américaine : larges rues, maisons basses bien alignées, églises et temples d'un gothique anglo-saxon, docks immenses, entrepôts comme des palais, les uns en bois, les autres en brique ; dans les rues, voitures nombreuses, omnibus, car de tramways, et sur les trottoirs encombrés, non seulement des Américains et des Européens, mais aussi des Chinois et des Indiens. »

San Francisco est la ville où a grandi l'écrivain Jack London. Elle est souvent évoquée dans ses romans. Jack Kerouac, dans son livre Sur la route (1957), évoque à de très nombreuses reprises « Frisco », la ville de Dean Moriarty. À la même époque, les écrivains et poètes Alan Watts, Kenneth Rexroth, Madeline Gleason, Gary Snyder et Jack Micheline font rayonner la Renaissance de San Francisco. Parues à partir de 1978, Les Chroniques de San Francisco d'Armistead Maupin se passent entièrement dans la ville et sa région.
Dans le roman fantastique Les Héritiers de l'Aube, t.2 Des profondeurs de Patrick McSpare, l'action se situe pendant le séisme de 1906 à San Francisco.

#### Cinéma et télévision

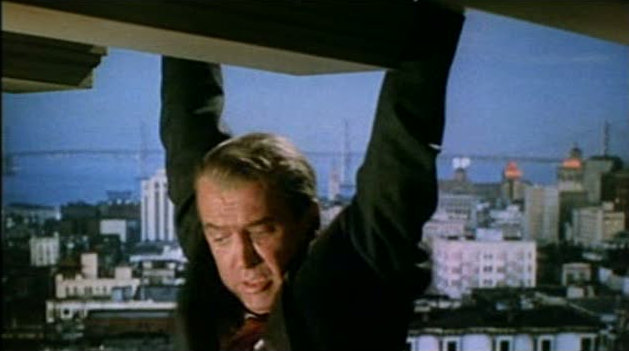
Une scène du film Sueurs froides d'Alfred Hitchcock. À l'arrière-plan figure le Bay Bridge.

San Francisco est probablement l'une des villes les plus pittoresques d'Amérique du Nord, ce qui lui vaut d'être le décor de nombre d'œuvres cinématographiques et de séries télévisées. Aux débuts du cinéma, Charlie Chaplin tourne deux films muets en noir et blanc dans la ville : Charlot veut se marier et Charlot dans le parc. Les collines de San Francisco ont servi de décor à maintes poursuites de voitures, de Bullitt à The Rock, mais aussi à de nombreuses comédies romantiques comme La Blonde ou la Rousse, Madame Doubtfire ou En direct sur Ed TV. La ville a aussi été le cadre de nombreux films noirs ou à suspense, des Passagers de la nuit à Zodiac en passant par Sueurs froides ou The Game. Enfin, le pont du Golden Gate apparaît dans plusieurs films, dans le James BOND Dangereusement vôtre. puis dans lesquels il est détruit (Fusion (2003) ; Magnitude 10,5 (2004) ; X-Men : L'Affrontement final (2006)). La ville sert également de décor aux cinq films de L'Inspecteur Harry incarné par Clint Eastwood.
San Francisco accueille chaque année un festival international du film (Festival international du film de San Francisco), ainsi que de nombreux autres plus spécialisés.
De nombreuses séries télévisées se situent dans la « Cité près de la Baie ». La ville a été immortalisée dans la série policière Les Rues de San Francisco ou par l'adaptation des Chroniques de San Francisco. À noter cependant que depuis les années 1980, nombre de séries ou mini-séries ayant la ville comme décor sont pour l'essentiel tournées soit en studio dans la région de Los Angeles (comme les comédies de situation La Fête à la maison ou La vie à cinq ou les séries Sliders : Les Mondes parallèles ou Charmed), soit au Canada, à Toronto, Montréal ou plus fréquemment en Colombie-Britannique, où les coûts de production sont moindres. La dernière exception à cette règle était la série Nash Bridges, intégralement filmée à San Francisco et dans sa région entre 1996 et 2000. Mais les épisodes de Monk sont ainsi tournés à Vancouver à l'exception de quelques rares scènes extérieures, la série vite annulée Bionic Woman était intégralement tournée elle aussi en Colombie-Britannique. Journeyman, diffusée en 2007, était en grande partie tournée dans la région de Los Angeles, tout comme Eli Stone et Women's Murder Club (2007). Depuis le milieu des années 2000, la ville de San Francisco a tenté de séduire les sociétés de production en baissant notamment les coûts des permis de tournage et en simplifiant le système, mais avec pour l'instant un succès limité. Une série est cependant en production depuis 2009, Trauma, qui doit être tournée principalement à San Francisco. La série Sense8, se déroulant en partie à San Francisco, a filmé toutes les scènes de la ville sur place.
Les films issus de l'univers Marvel Ant-Man et Ant-Man et la Guêpe se déroulent également en partie à San Francisco.

#### Jeu vidéo
- Le jeu vidéo Vette! (en) de 1989 ;
- Le jeu vidéo Driver de 1998 ;
- Le jeu vidéo Midtown Madness 2 de 2000 ;
- Le jeu vidéo Fallout 2 de 1998 comporte une version en ruines de San Francisco ;
- Le jeu vidéo Grand Theft Auto: San Andreas comporte une réplique de la ville, appelée San Fierro dans le jeu ;
- Le jeu vidéo Driver: San Francisco, sorti en septembre 2011, se déroule dans la ville.
- Le jeu vidéo The Crew de 2014 et The Crew 2 de 2018 ;
- Le jeu vidéo Call of Duty: Advanced Warfare de 2014 ;
- Le jeu vidéo Watch Dogs 2 se déroule dans une version de San Francisco beaucoup plus connectée et high-tech.
- Le jeu vidéo Lego City Undercover se déroule dans une baie présentant beaucoup de similitudes avec celle de San Fransisco, mais avec certaines différences.

#### Musique et chansons

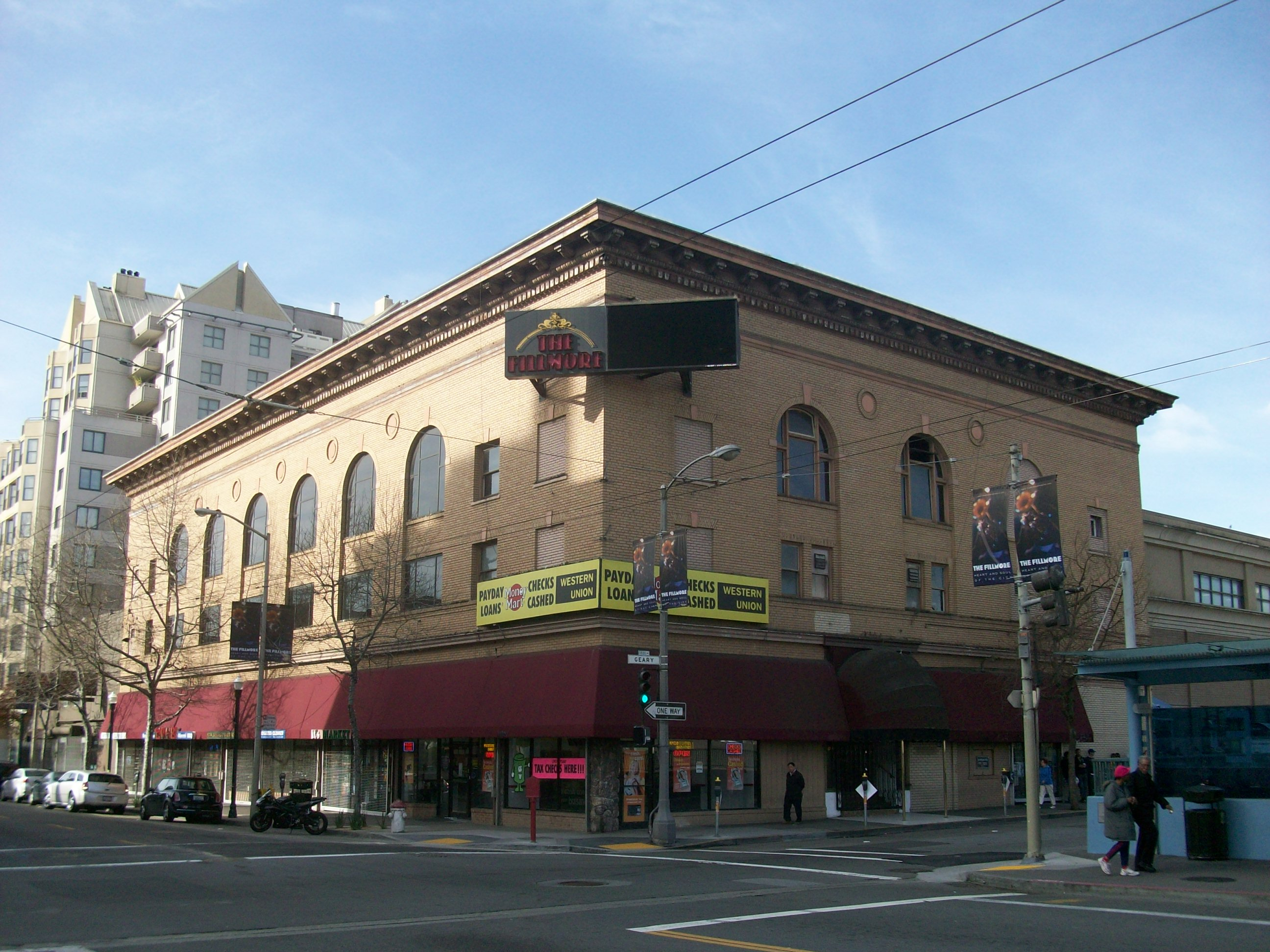
The Fillmore.

Le San Francisco Sound est une composante de la musique rock née dans les années 1960. De nombreux groupes s'y rattachent comme Sly and the Family Stone, The Charlatans, The Beau Brummels, Jefferson Airplane, Grateful Dead, Big Brother and the Holding Company, Quicksilver Messenger Service, It's a Beautiful Day, Steve Miller Blues Band, Fifty Foot Hose, Carlos Santana, Moby Grape, Blue Cheer, ou encore Uther Pendragon. Parmi toutes les salles de concert de San Francisco, The Fillmore a été dans les années 1960 l'épicentre de la musique psychédélique et de la contre-culture hippie. Des artistes comme Pink Floyd ou Janis Joplin y firent leurs débuts.
La ville a inspiré de nombreux auteurs et interprètes, de Henry Mancini aux Arctic Monkeys, en passant par les Village People et Chris Isaak. Maxime Le Forestier a immortalisé dans San Francisco son expérience bohémienne pendant l'âge d'or du mouvement hippie de la ville, et Otis Redding a chanté la nostalgie d'un natif de la Géorgie dans (Sittin' on) The Dock of the Bay.
Les deux chansons les plus prisées des San-Franciscains sur leur ville restent cependant San Francisco, chantée par Jeanette Mac Donald dans le film du même titre, et I Left My Heart in San Francisco, par Tony Bennett. San Francisco accueille notamment le fameux San Francisco Gay Men's Chorus (en), un chœur de 230 chanteurs homosexuels, ainsi que le San Francisco Lesbian/Gay Freedom Band, la première fanfare gay et lesbienne du monde. La ville compte aussi deux autres chœurs gays, le Gay Chorus of San Francisco et le Golden Gate Men's Chorus.
Plusieurs festivals de musique ont lieu chaque année à San Francisco, parmi lesquels le San Francisco Blues Festival, le plus vieux festival de blues américain, tenu chaque automne depuis 1973, et le San Francisco Jazz Festival, chaque automne depuis 1982. Depuis 1993, le festival Noise Pop célèbre par ailleurs les dernières tendances musicales rock, le San Francisco Electronic Music Festival a été lancé en 2000, et le Mission Creek Music Festival met à l'affiche des interprètes locaux depuis 1996.

### Vie nocturne
San Francisco a une vie nocturne intense et variée, offrant nombre de bars, lounges et clubs à ceux qui y sortent. Les quartiers qui vivent le plus la nuit sont North Beach, le Mission District, la Marina, le Castro et South of Market. Certaines salles de concert san-franciscaines sont légendaires, comme The Fillmore et The Warfield. Bimbo's 365 et le Great American Music Hall sont également connues pour accueillir des interprètes à la popularité grandissante, et 1015 Folsom et Ruby Skye sont parmi les boîtes de nuit les plus fréquentées.
À cause d'un éclairage nocturne intense, de la réverbération de la lumière sur l'eau et de l'humidité et de la pollution de l'air, la ville est souvent couverte d'un halo nocturne qui traduit un phénomène de pollution lumineuse affectant notamment les oiseaux à l'époque des migrations.

### Parades
L'année est rythmée par une série de parades et d'événements qui animent les rues de San Francisco. La parade du nouvel An chinois est la plus importante du monde en dehors du continent asiatique. Elle existe depuis les années 1860. Un carnaval est organisé en février dans le quartier de Mission. La gay pride qui a lieu en juin depuis 1970 est la plus importante des États-Unis.

## Médias
Plusieurs journaux sont publiés à San Francisco : le San Francisco Chronicle constitue le quotidien le plus important de Californie du nord en matière de distribution. Il a été créé en 1865 et fait partie de la Hearst Corporation, et son tirage quotidien atteint 512 000 exemplaires en semaine, et 540 000 le dimanche. Herb Caen y travailla à partir de la fin des années 1930. The San Francisco Examiner fut l'un des journaux les plus remarquables de l'empire médiatique de William Randolph Hearst ; puis il déclina pour devenir aujourd'hui un petit tabloïd,. Sing Tao Daily (en) se place parmi les plus grands journaux chinois de la Baie de San Francisco.
Plusieurs quotidiens et hebdomadaires gratuits sont distribués à San Francisco, notamment San Francisco Bay Guardian, un hebdomadaire progressiste, ou le SF Weekly.
La ville accueille également les sièges des magazines citadins San Francisco Magazine et 7x7, ainsi que de nombreuses autres publications, comme les mensuels culturels The Believer et Planet, le magazine de mode et design Surface ou le magazine asio-américain Hyphen.
L'agglomération de San Francisco est la cinquième région sur le marché américain en termes d'audience télévisuelle, et la quatrième en termes d'audience radiophonique. Tous les réseaux de télévision américains (ABC, NBC, CBS, Fox, The CW, PBS) y ont une chaîne affiliée, et la ville accueille également d'autres stations de télévision indépendantes et non affiliées, ainsi que des bureaux régionaux pour CNN et la BBC.
San Francisco est aussi le siège de nouveaux médias tels que le webzine Salon.com, la firme CNET Networks et la société de publication orientée LGBT PlanetOut.

## Enseignement
- Universités publiques :

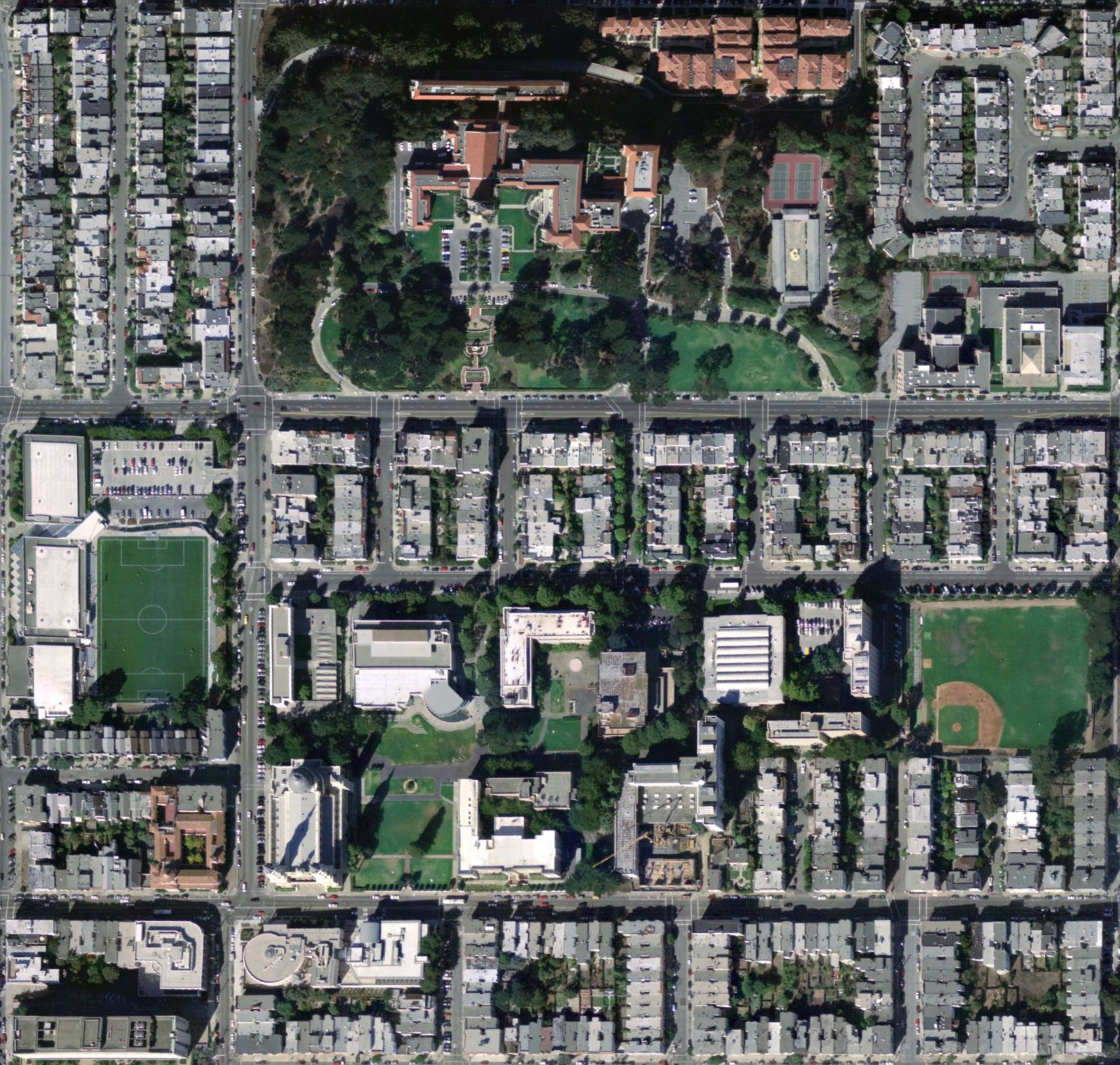
Image satellite du campus de l'université de San Francisco.

  - L'université de Californie à San Francisco (UCSF) a été fondée en 1873 et compte aujourd'hui 2 600 étudiants[130]. Elle fait partie du réseau de l'université de Californie. Elle occupe une position de leader mondial dans le domaine des sciences biomédicales[131]. L'université de Californie à San Francisco se classe au cinquième rang des meilleures écoles médicales du pays[132] et travaille avec l'UCSF Medical Center (en) qui se trouve parmi les dix meilleurs hôpitaux des États-Unis[133]. L'UCSF est le deuxième employeur de la ville derrière la municipalité et le gouvernement[134],[135],[136]. Depuis 2003 un nouveau campus de 170 000 m2 accueille les étudiants dans le quartier de Mission Bay, complétant ainsi celui de Parnassus Heights. Il abrite un centre de recherche en biotechnologie.
  - L'université d'État de San Francisco (San Francisco State University) a ouvert ses portes en 1899, et compte plus de 28 628 étudiants en 2006[137]. Elle fait partie du système du California State University (Université d'État de Californie) qui compte plus de 410 000 étudiants sur 23 campus dans plusieurs villes californiennes[138]. Elle se situe au sud-ouest de San Francisco et son campus s'étend sur 54,22 hectares[138].
  - L'École de droit Hastings, qui dépend du réseau de l'université de Californie a été fondée en 1878 dans le Civic Center : c'est la plus ancienne de Californie.
  - Le City College of San Francisco possède 11 campus[139] répartis dans toute la ville. Il est l'un des plus importants community colleges des États-Unis avec un effectif annuel de plus de 100 000 étudiants[140].

- Universités privées :

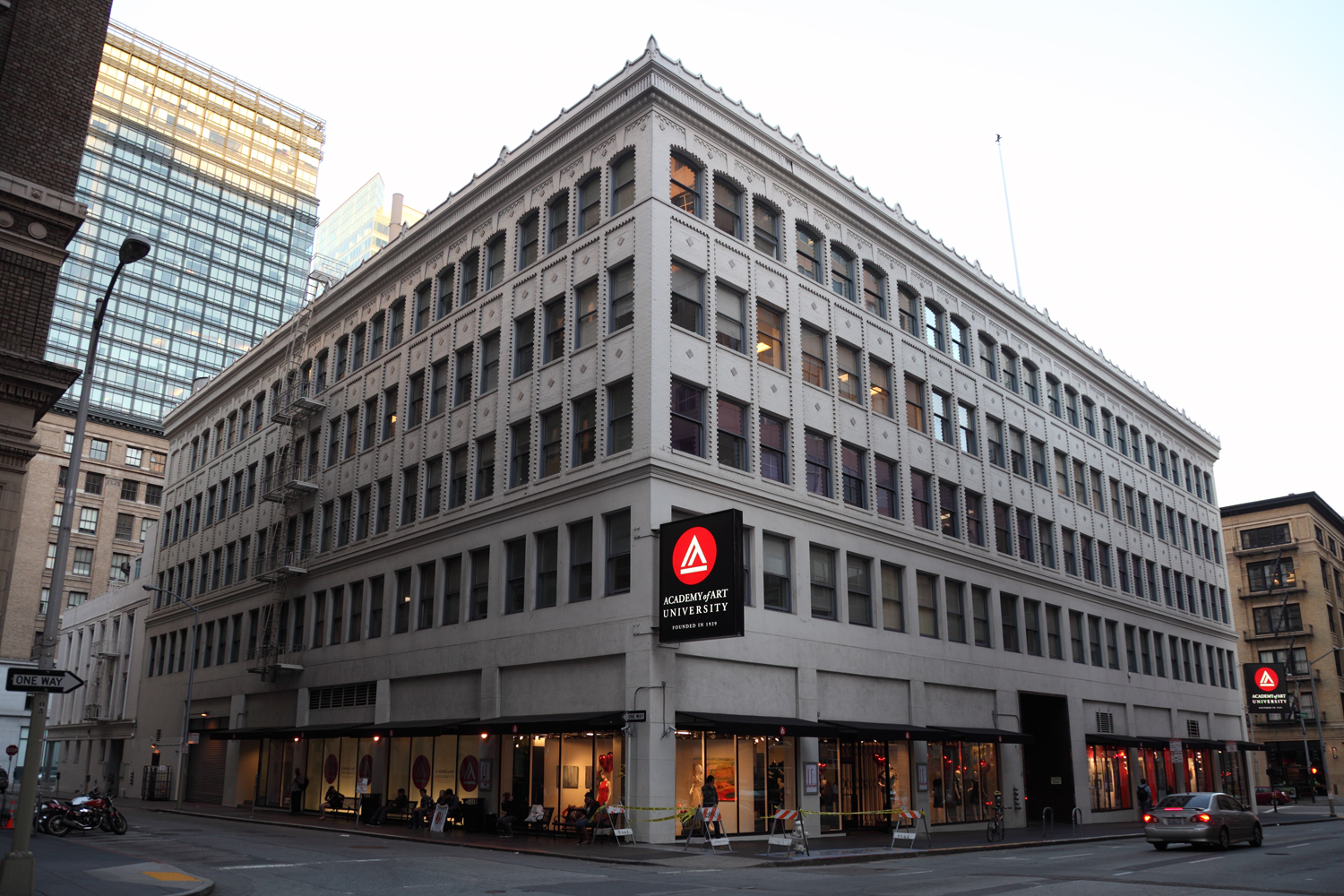
Academy of Art University, bâtiment, New Montgomery Street

  - L'université de San Francisco est une université privée jésuite catholique, créée en 1855 et qui compte actuellement plus de 8 300 étudiants. Son campus de 20,63 hectares accueille l'église Saint-Ignace et se situe sur la colline de Lone Mountain, entre le presidio et le parc du Golden Gate.
  - La Golden Gate University, fondée en 1901, compte actuellement 5 402 étudiants[141].
  - Le San Francisco Art Institute est l'un des plus anciens (1871) et l'un des plus prestigieux établissements d'enseignement supérieur en art contemporain. Il se trouve dans le quartier de Russian Hill.
  - Le New College of California
  - La California Culinary Academy (en)
  - L'Academy of Art University : appartenant au Stephens Institute, elle fut fondée en 1929 par le peintre Richard S. Stephens. Avec plus de 18 000 étudiants[142], l'Academy of Art de San Francisco est la plus grande école d'art des États-Unis[142].

En 2021, une commission chargée d’éliminer « la glorification de personnalités liées à l’esclavage, au racisme ou aux violations des droits de l’homme » décide de débaptiser un tiers des écoles, soit quarante-quatre établissements. Parmi les établissements qui devront changer de nom se trouvent ceux qui portent des noms illustres comme George Washington, Thomas Jefferson, James Madison, Francis Scott Key, auteur de l'hymne national américain, et même Abraham Lincoln, voire, selon Le Monde « des figures contemporaines comme la vénérable sénatrice démocrate Dianne Feinstein, maire de San Francisco de 1978 à 1988. ». Cette dernière avait fait remettre un drapeau confédéré qui faisait partie d'une vingtaine d'autres étendards flottant traditionnellement devant l'hôtel de ville et qui avait été vandalisé lorsqu'elle était maire de San Francisco, en 1986. La commission était composée de douze personnes, éducateurs, élèves, parents, mais d'aucun historien. Cette décision a provoqué de nombreuses critiques, parmi lesquelles l'actuelle maire de San Francisco, London Breed, qui est noire. En octobre dernier, celle-ci avait jugé « insultant » pour les parents d'enfants privés d'écoles à cause de la pandémie que les autorités scolaires consacrent leur énergie à changer le nom des établissements plutôt que de les rouvrir. En avril 2021, le Conseil de l’éducation de San Francisco vote à l’unanimité la suspension de ce projet et met ainsi fin à la controverse qui provoquait des débats depuis plusieurs mois. De nombreux San-Franciscains s’étaient déclarés outrés par ce projet de changement de nom des écoles publiques.

## Jumelages et coopérations
Liste des villes jumelées à San Francisco :
- Osaka (Japon) depuis 1957 (jumelage rompu en 2018[147])
- Sydney (Australie) depuis 1968
- Taipei (Taïwan) depuis 1969
- Assise (Italie) depuis 1969
- Haïfa (Israël) depuis 1973
- Séoul (Corée du Sud) depuis 1975
- Shanghai (Chine) depuis 1979
- Manille (Philippines) depuis 1981
- Cork (Irlande) depuis 1984
- Abidjan (Côte d'Ivoire) depuis 1986
- Thessalonique (Grèce) depuis 1990
- Hô Chi Minh-Ville (Vietnam) depuis 1995
- Zurich (Suisse) depuis 2003
- Bangalore (Inde) depuis 2009
- Cracovie (Pologne) depuis 2009
- Amman (Jordanie) depuis 2010
- Barcelone (Espagne) depuis 2010
- Kiel (Allemagne) depuis 2017

La ville a par ailleurs signé un pacte d'amitié et de coopération avec Paris en 2009.
En septembre 2017, la municipalité de San Francisco fait installer, dans un parc du quartier asiatique de la ville, un monument en mémoire des « femmes de réconfort », esclaves sexuelles coréennes, chinoises, philippines ou néerlandaises de l'Armée impériale japonaise du début des années 1930 à la fin de la Seconde Guerre mondiale. Un an plus tard, Hirofumi Yoshimura, maire d'Ōsaka, au Japon, met fin au jumelage de plus de soixante ans entre les deux villes, afin d'affirmer officiellement l'opposition japonaise à l'érection du monument aux femmes de réconfort,.

## Personnalités liées à la ville
- Aaron A. Sargent (1827-1887), sénateur républicain promotteur du Pacific Railroad Act de 1862,  de la loi d'exclusion des chinois du 6 mai 1882 et du premier projet en faveur du droit de vote des femmes (1878) et son épouse la suffragette et trésorière de la NWSA, Ellen Clark Sargent (1826-1911) sont tous deux morts à San Francisco.

- Hjelmar von Danneville (1860-1930) y meurt en 1930.
- Jack London (1876-1916), écrivain y est né. La ville est très présente dans ses œuvres.
- Imogen Cunningham (1883-1976)  photographe,
- Dorothea Lange (1895-1965) photographe ,
- Jason Kidd, basketteur et coach NBA, y est né en 1973.
- Margaret Chung (1889-1959) première femme médecin sino-américaine
- Felicia Elizondo (1946-2021), activiste transgenre américaine, y vit de l'âge adulte jusqu'à sa mort et y participe à l'émeute de la cafétéria Compton.